# Kristina của Thụy Điển
 Kristina của Thụy Điển (tiếng Thụy Điển: Drottning Kristina; 18 tháng 12, năm 1626 - 19 tháng 4, năm 1689) là Nữ vương của Thụy Điển từ năm 1632 cho đến khi bà thoái vị vào năm 1654. Vào năm 6 tuổi, Kristina kế vị cha mình là Gustav II Adolf sau khi ông qua đời tại Trận chiến Lützen, nhưng cho đến tận năm 1644, khi bà 18 tuổi, bà mới bắt đầu trị vì Đế quốc Thụy Điển.
Kristina được nhớ đến như một trong những người phụ nữ thông thái nhất châu Âu thế kỷ 17. Bà có đam mê với sách, bản thảo, tranh vẽ và điêu khắc, và được mệnh danh là Minerva của phương Bắc. Quan tâm đến tôn giáo, triết học, toán học và thuật giả kim, bà đã kêu gọi nhiều nhà khoa học đến Stockholm với mong muốn thành phố trở thành "Athens của phương Bắc". Bà gây ra nhiều tai tiếng khi quyết định không kết hôn, và đặc biệt là vào năm 1654 khi bà từ bỏ ngai vàng và cải đạo sang Công giáo La Mã.
Sự hoang phí của Kristina đẩy nhà nước đứng bên bờ vực phá sản, khiến cho dư luận bất mãn. Vào năm 28 tuổi, bà nhường ngôi cho người anh họ và chuyển tới Rome sống. Tương truyền một vị giáo hoàng đã nói Kristina là "một nữ vương không có vương quốc, một người đạo Ki-tô không có đức tin và một phụ nữ không biết xấu hổ." Mặc dù vậy, bà đã đóng một vai trò quan trọng trong giới sân khấu và âm nhạc, bảo trợ cho rất nhiều nghệ sĩ, nhà soạn nhạc và nhạc sĩ Baroque.
Là khách mời của 5 vị Giáo hoàng liên tiếp, và là biểu tượng của cuộc Phong trào Phản Cải cách, Kristina là một trong số ít phụ nữ được chôn cất tại Vương cung thánh đường Thánh Paul ở Vatican. Lối sống độc đáo và cách ăn mặc nam tính của bà đã được hình tượng hóa trong vô số tiểu thuyết, kịch, opera và phim ảnh. Trong tất cả các tiểu sử về Kristina, giới tính và bản sắc văn hóa của bà đóng một vai trò quan trọng.

## Thời niên thiếu
Kristina được sinh tại lâu đài hoàng gia Tre Kronor vào ngày 18 tháng 12 [lịch cũ 8 tháng 12] năm 1626. Bà là con gái của Quốc vương Thụy Điển, Gustavus Adolphus và người vợ Đức, Maria Eleonora. Trước đó họ đã có hai cô con gái nhưng đều chết non. Vì thế mọi người rất kì vọng vào lần mang thai thứ ba của Maria Eleonora vào năm 1626. Khi đứa bé chào đời, nó bị nhầm là một cậu bé vì "có lông" và kêu gào "với giọng lớn và khàn". Sau đó, như Kristina viết trong cuốn tự truyện của mình, "Sự bối rối sâu sắc lan tỏa giữa những người phụ nữ khi họ phát hiện ra mình đã nhầm." Mặc dù vậy, nhà vua rất hạnh phúc và nói rằng, "Con bé rồi sẽ rất thông minh, nó đã lừa được tất cả chúng ta!" Theo hầu hết những lời kể lại, có vẻ như Gustav Adolf gắn bó sâu sắc với con gái và bà tỏ ra rất ngưỡng mộ ông.
Ngai vàng Thụy Điển là cha truyền con nối trong Nhà Vasa, nhưng từ thời vua Charles IX trở đi (trị vì 1604-11), nó đã loại trừ các hoàng tử Vasa có dòng dõi từ một người anh em bị phế truất (Eric XIV của Thụy Điển) và một người cháu trai bị phế truất (Zygmunt III của Ba Lan). Những người em trai hợp pháp của Gustav Adolf đã chết nhiều năm trước đó. Một người phụ nữ hợp pháp còn lại, chị gái cùng cha khác mẹ của ông, Catharine, đã bị loại trừ vào năm 1615 khi bà kết hôn với một người không theo đạo Luther. Vì vậy, Kristina trở thành người thừa kế duy nhất. Từ khi Kristina sinh ra, Gustav Adolph đã công nhận quyền thừa kế của bà kể cả việc bà là phụ nữ, và mặc dù được gọi là "nữ vương", khi lên ngôi vào tháng 2 năm 1633, bà được quốc hội tôn phong hiệu chính thức là vua.

## Nhiếp chính

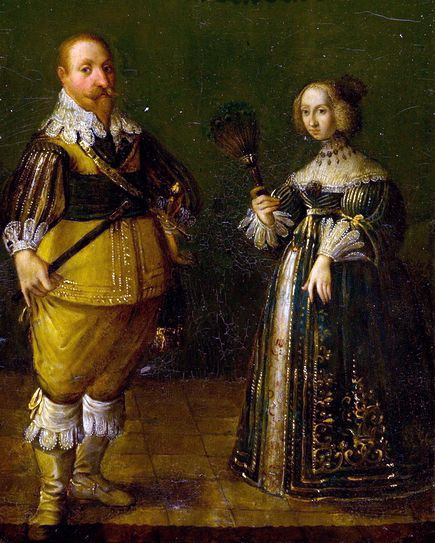
Cha mẹ của Kristina, k.1632

Trước khi Gustav Adolf rời khỏi Đức để chiến đấu cho phe Tin lành trong Chiến tranh ba mươi năm, ông đã bảo đảm quyền thừa kế ngai vàng của con gái mình trong trường hợp ông không bao giờ quay trở lại, và ra lệnh cho thống soái của mình là Axel Gustafsson Banér soái của ông rằng Kristina sẽ được hưởng một nền giáo dục thường chỉ dành cho con trai.
Mẹ của bà xuất thân từ Nhà Hohenzollern, là một phụ nữ có tính khí thất thường.và có thể bị mất trí. Sau khi vua nhà vua tử trận vào ngày 6 tháng 11 năm 1632 trên chiến trường, thi thể của ông được đưa về nhà trong một cỗ quan tài, với trái tim nằm trong một chiếc hộp riêng. Maria Eleonora ra lệnh rằng nhà vua sẽ không được chôn cất cho đến khi bà mất để hai người được chôn cùng. Bà cũng bắt quan tài phải được để mở, và thường xuyên đến nhìn và vỗ về nó mà không hề để ý đến sự phân hủy. Cuối cùng, quan Đại chưởng ấn Axel Oxenstierna không còn cách nào phải cử người canh gác tại căn phòng để ngăn chặn các diễn biến xấu hơn. Kết quả là mãi đến hơn mười tám tháng sau, ngày 22 tháng 6 năm 1634, nhà vua mới được chôn cất.
Năm 1634, một hiến pháp mới được đưa ra bởi Oxenstierna quy định rằng "nhà vua" phải có một Hội đồng Cơ mật do chính Oxenstierna đứng đầu.
Maria Eleanora vốn thờ ơ với con gái mình, nhưng giờ đây Kristina lại trở thành trung tâm sự chú ý của bà. Gustav Adolf đã quyết định rằng trong trường hợp ông qua đời, con gái ông nên được chăm sóc bởi chị gái cùng cha khác mẹ của mình, Catherine của Thụy Điển với người anh trai cùng cha khác mẹ Carl Gyllenhielm làm nhiếp chính. Tuy nhiên Maria Eleonora đã cấm chị chồng ra vào lâu đài. Năm 1636, Oxenstierna quyết định đày người góa phụ đến lâu đài Gripsholm, trong khi hội đồng nhiếp chính sẽ quyết định khi nào bà được phép gặp con gái mình. Trong ba năm sau đó, Kristina được nuôi dưỡng bởi dì Catherine và gia đình bà.
Năm 1638, sau cái chết của Catherine, Hội đồng Hoàng gia dưới thời Axel Oxenstierna thấy cần phải bổ nhiệm một người mẹ nuôi mới cho vị vua thiếu niên (mẹ cô bị lưu đày) nên đã tái tổ chức lại nội vụ hoàng gia. Để tránh cho vị nữ vương trẻ bị phụ thuộc vào một hình tượng người mẹ hay cá nhân yêu thích nào, Hội đồng Hoàng gia đã quyết định chỉ định bốn nữ quan cùng làm quản lí và mẹ nuôi cho nữ vương.

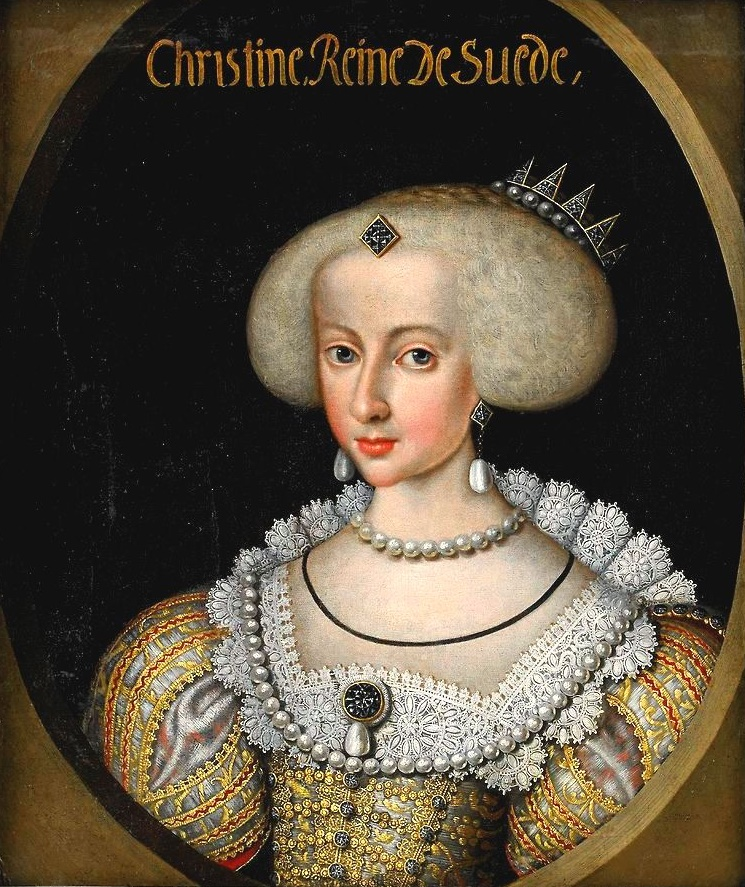
Nữ vương Kristina 14 tuổi, tranh của Jacob Heinrich Elbfas

Phương pháp của Hội đồng Hoàng gia dường như có hiệu quả, vì Kristina không hề nhắc đến các bà mẹ nuôi của mình trong hồi ký và dường như không hề gắn bó với ai. Bà cũng không tỏ ra quan tâm đến bất kỳ nữ triều thần nào mà thường chỉ đề cập đến họ trong hồi ký của mình để so sánh bản thân nam tính hơn họ.
Kristina được giáo dục như một người đàn ông hoàng tộc. Nhà thần học Julian Matthiae Gothus trở thành gia sư của bà về tôn giáo, triết học, Hy Lạp và Latin. Đại chưởng ấn Oxenstierna dạy chính trị cho bà và thảo luận về Tacitus với bà. Oxenstierna đã viết một cách tự hào về cô bé 14 tuổi rằng, "Cô ấy hoàn toàn không giống một phụ nữ" và rằng bà có "một trí tuệ sáng rỡ". Kristina thích học mười giờ đồng hồ mỗi ngày. Ngoài tiếng Thụy Điển, bà còn học ít nhất bảy ngôn ngữ khác: tiếng Đức, tiếng Hà Lan, tiếng Đan Mạch, tiếng Pháp, tiếng Ý, tiếng Ả Rập và tiếng Do Thái.
Năm 1636-1637, Peter Minuit và Samuel Blommaert đã đàm phán với chính phủ để thành lập Tân Thụy Điển, thuộc địa đầu tiên của Thụy Điển ở Tân thế giới. Năm 1638, Minuit dựng lên Pháo đài Kristina ở nơi hiện là Wilmington, Delaware; sông Kristina cũng được đặt theo tên bà. Khu Queen Village ở Center City, Philadelphia lấy tên từ một con phố mang tên bà.

## Trị vì
Năm 1644, Kristina được tuyên bố thành niên, mặc dù lễ đăng quang bị hoãn lại vì cuộc chiến với Đan Mạch. Tại Hiệp ước Brömsebro, Đan Mạch đã trao các hòn đảo Gotland và Ösel cho Thụy Điển trong khi Na Uy mất các quận Jämtland và Härjedalen. Thụy Điển bây giờ hầu như kiểm soát Biển Baltic, có quyền tiếp cận không hạn chế vào Biển Bắc và không còn bị bao vây bởi Đan Mạch Na Uy.
Năm 1649, với sự giúp đỡ của chú mình, John Casimir và các anh em họ, Kristina đã cố gắng giảm bớt ảnh hưởng của Oxenstierna, và tuyên bố con trai của Casimir, người em họ Charles Gustav, là người thừa kế của mình. Năm sau, Kristina khước từ yêu cầu từ các giai cấp khác (giáo sĩ, nông dân và nông dân) trong Quốc hội các cấp về việc giảm bớt lượng quý tộc được miễn thuế. Bà không bao giờ thực hiện chính sách này.

### Chiến tranh ba mươi năm

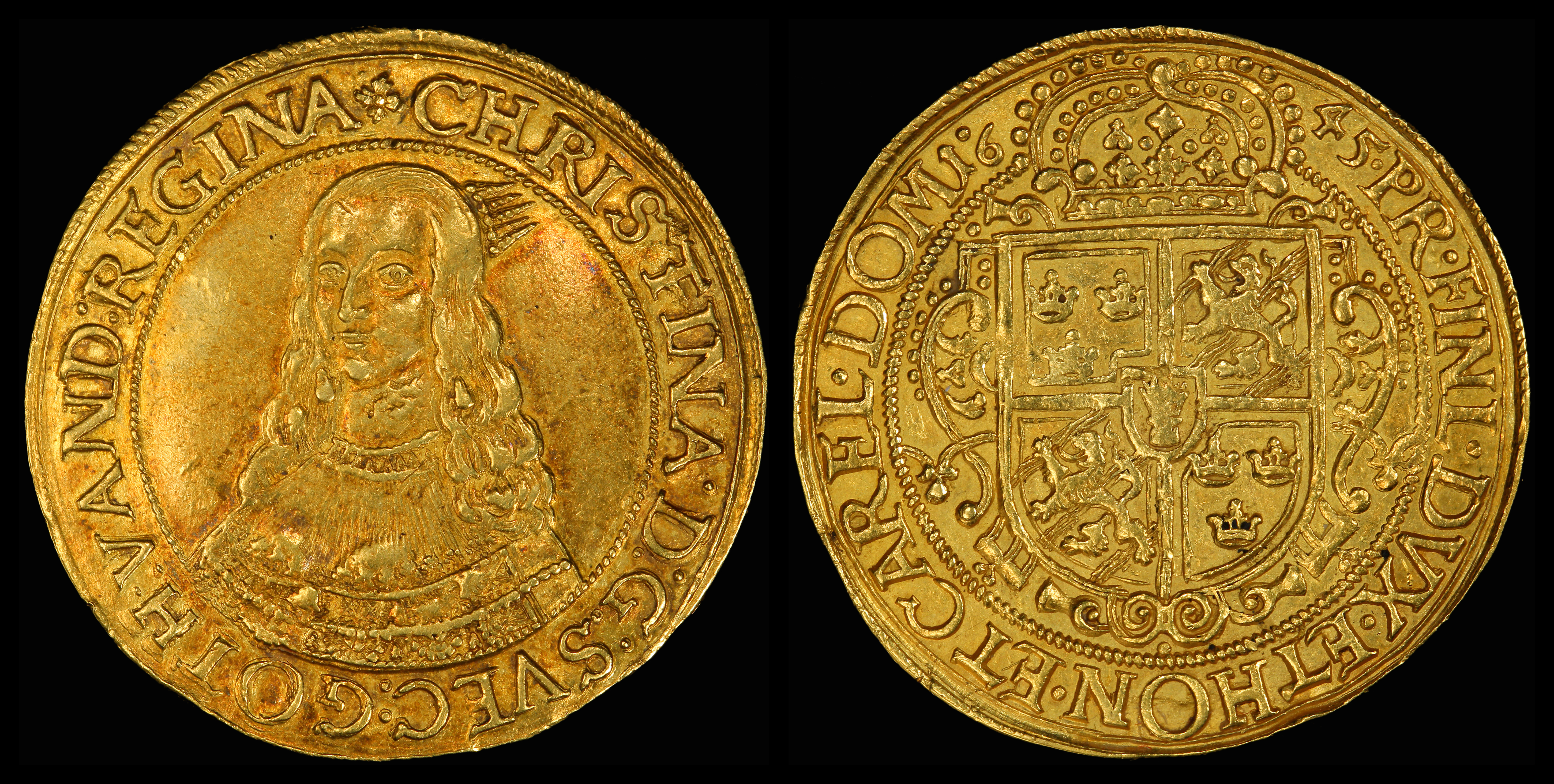
Hình ảnh của Kristina trên đồng xu Erfurt 10 ducat năm 1645. Từ năm 1631 đến 1648, trong Chiến tranh ba mươi năm, Erfurt đã bị lực lượng Thụy Điển chiếm đóng.

Cha của bà, Gustavus Adolphus, đã đến trợ giúp phe Tin lành Đức trong Chiến tranh ba mươi năm, để làm giảm ảnh hưởng của Công giáo và giành lấy ảnh hưởng kinh tế ở các quốc gia Đức quanh biển Baltic. Sau khi ông tử trận năm 1632, Oxenstierna trở thành nhiếp chính và tiếp tục cuộc chiến. Mặc dù Thụy Điển có một số thành công quân sự nhưng nguồn lực cho chiến tranh đã trở nên cạn kiệt.
Quan điểm chính trị của Kristina trái ngược với Oxenstierna. Bà cử sứ giả đến Hội nghị hòa bình ở Osnabrück và Münster, Westphalia, để kí hòa ước. Hòa ước Westfalen được ký kết từ tháng 5 đến tháng 10 năm 1648, chấm dứt phần lớn các cuộc chiến tranh tôn giáo ở châu Âu. Thụy Điển nhận được một khoản bồi thường năm triệu thalers, chủ yếu để trả lương cho quân đội, và một số vùng lãnh thổ khác, cũng như một ghế và phiếu bầu trong Hội đồng tuyển cử Đế quốc La Mã thần thánh.

### Bảo trợ nghệ thuật

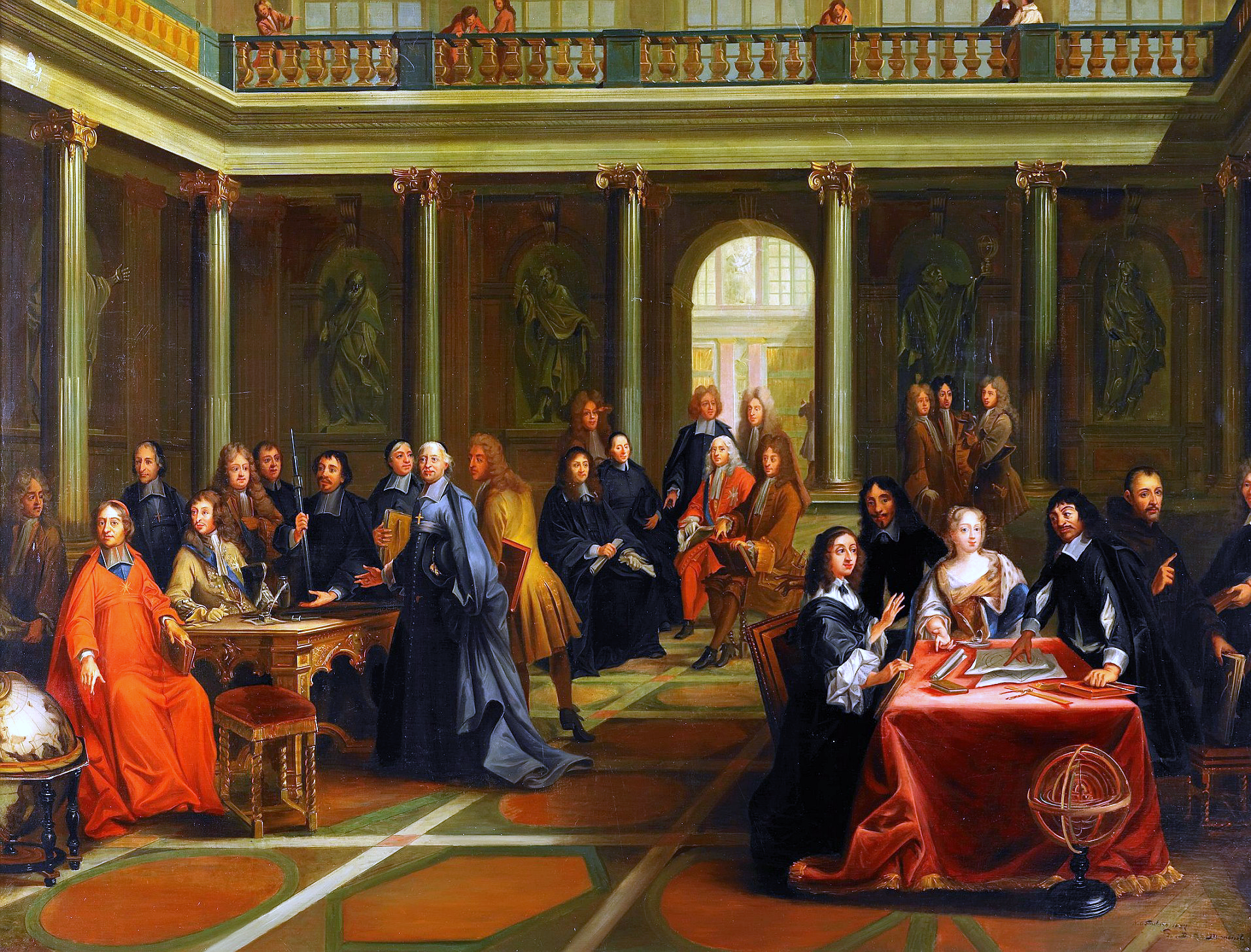
Nữ hoàng Kristina (ở bàn bên phải) trong cuộc thảo luận với triết gia người Pháp René Descartes. (Tranh của Nils Forsberg (1842-1934), vẽ lại tranh của Pierre Louis Dumenil)

Năm 1645, Kristina mời Hugo Grotius trở thành thủ thư của mình, nhưng ông ta chết ở Rostock, trên đường tới nhậm chức. Cùng năm đó, bà lập ra Ordinari Post Tijdender ("Thời báo hàng ngày"), tờ báo lâu đời nhất được xuất bản trên thế giới. Năm 1647, Johann Freinsheim được bổ nhiệm làm thủ thư. Năm 1648, bà đã đặt vẽ 35 bức tranh trần từ Jacob Jordaens cho lâu đài Uppsala. Năm 1649, 760 bức tranh, 170 bức tượng cẩm thạch và 100 bức tượng đồng, 33.000 đồng xu và huy chương, 600 mảnh pha lê, 300 dụng cụ khoa học, bản thảo và sách (bao gồm cả Sanctae Crucis laudibus của Rabanus Maurus, Codex Argenteus và Codex Gigas) đã được vận chuyển đến Stockholm. Các tác phẩm này lấy từ Lâu đài Prague, thuộc về Rudolf II, Hoàng đế La Mã thần thánh và đã bị Hans Christoff von Königsmarck chiếm trong Trận chiến Prague và từ Hòa ước Westfalen. Từ năm 1649 đến 1650, "khát khao của bà được thu thập những trí thức vây quanh mình, cũng như sách và bản thảo hiếm, gần như đã trở thành một bệnh cuồng", Goldsmith viết. Để phân loại bộ sưu tập mới của mình, bà đã yêu cầu Isaac Vossius đến Thụy Điển và Heinsius đi mua thêm sách trên thị trường.
Bà trao đổi thư từ với tác giả yêu thích của mình là Pierre Gassendi. Blaise Pascal đã tặng bà một chiếc máy tính Pascal. Bà có kiến thức sâu về lịch sử và triết học cổ điển. Kristina nghiên cứu chủ nghĩa Tân khắc kỉ, Giáo phụ và Hồi giáo. Nhiều học giả nổi tiếng đã đến thăm bà, bao gồm Claude Saumaise, Johannes Schefferus hay Olaus Rudbeck.
Kristina có hứng thú với sân khấu, đặc biệt là các vở kịch của Pierre Corneille; bản thân bà cũng là một diễn viên nghiệp dư. Năm 1647, kiến trúc sư người Ý Antonio Brunati được lệnh xây dựng một bối cảnh sân khấu tại một phòng lớn của cung điện. Nhà thơ triều đình Georg Stiernhielm đã viết nhiều vở kịch bằng tiếng Thụy Điển, chẳng hạn như Den fångne Cupido eller Laviancu de Diane, do Kristina diễn vai chính là nữ thần Diana. Bà cũng mời nhiều đoàn kịch nước ngoài đến biểu diễn tại Nhà hát lớn. Từ năm 1638 Oxenstierna đã thuê một đoàn múa ba lê người Pháp do Antoine de Beaulieu quản lí, kèm thêm việc dạy Kristina di chuyển sao cho thanh lịch hơn.
Năm 1646, người bạn tốt của Kristina, đại sứ Pierre Chanut, đã gặp gỡ và trao đổi với nhà triết học René Descartes, và hỏi xin ông một bản sao cuốn Suy ngẫm. Khi được Chanut cho xem một số bức thư, Kristina bắt đầu có hứng thú trao đổi thư từ với Descartes. Bà mời ông đến Thụy Điển, nhưng Descartes chỉ đồng ý khi bà thỉnh cầu ông thành lập một viện hàn lâm khoa học. Kristina đã gửi một con tàu để đón nhà triết học cùng 2.000 cuốn sách. Descartes đến vào ngày 4 tháng 10 năm 1649. Ông ở cùng với Chanut và hoàn thành tác phẩm "Niềm đam mê của tâm hồn". Vào ngày 19 tháng 12 năm 1649, sau ngày sinh nhật của Kristina, ông bắt đầu dạy học cho bà, và được mời đến lâu đài lạnh lẽo lúc 5:00 sáng hàng ngày để thảo luận về triết học và tôn giáo. Chẳng mấy chốc, họ tỏ ra không thích nhau rõ ràng; bà không đồng ý với quan điểm máy móc của ông, và ông không đánh giá cao sự quan tâm của cô đối với tiếng Hy Lạp cổ đại. Vào ngày 15 tháng 1, Descartes viết rằng ông chỉ gặp Kristina bốn hoặc năm lần. Ngày 1 tháng 2 năm 1650, Descartes bị cảm lạnh. Ông qua đời mười ngày sau, vào sáng sớm ngày 11 tháng 2 năm 1650 và theo Chanut, nguyên nhân cái chết là viêm phổi. 

### Vấn đề hôn nhân

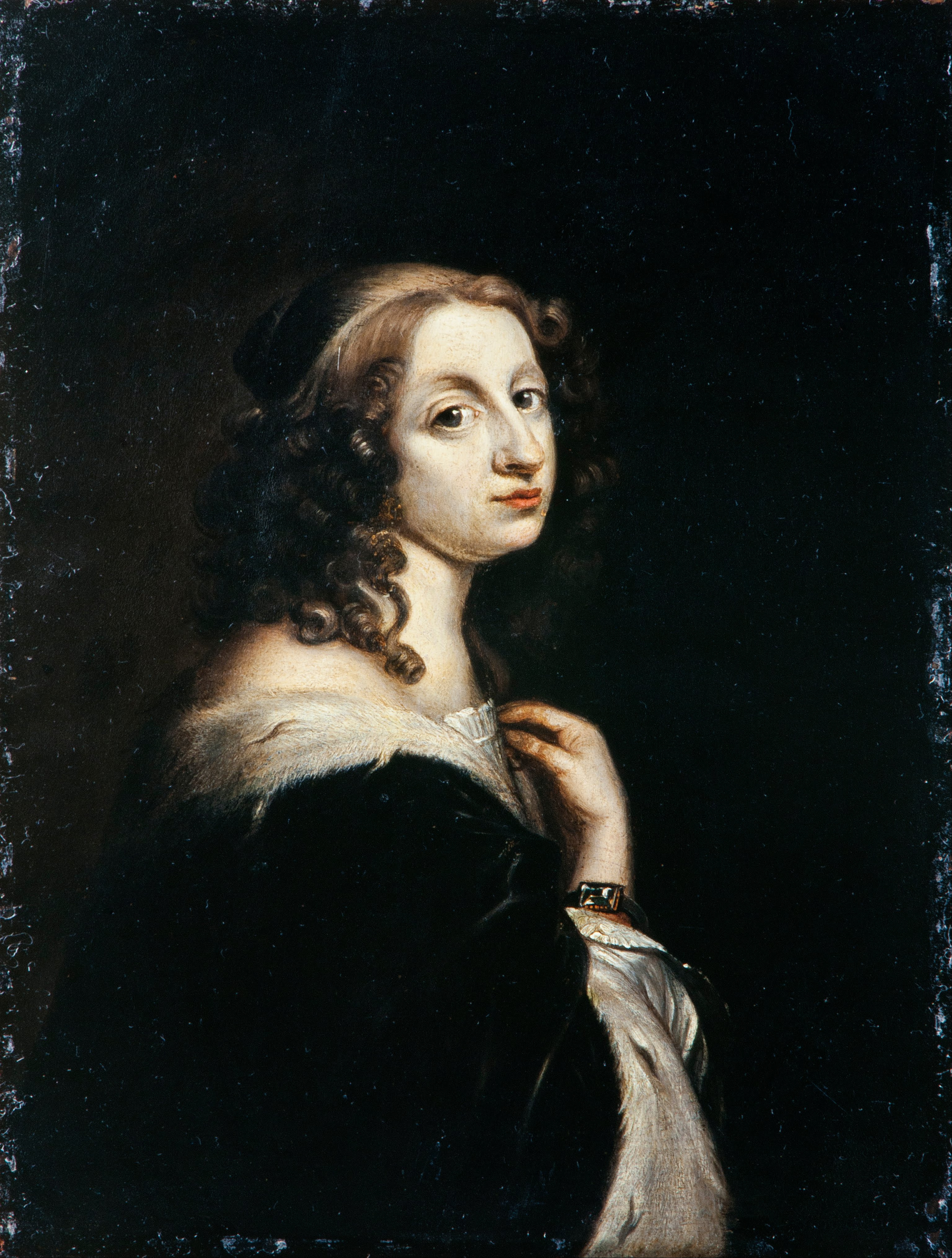
Kristina của David Beck

Năm chín tuổi, Kristina đã bị ấn tượng bởi đạo Công giáo và lối sống độc thân. Bà thích đọc tiểu sử về nữ hoàng đồng trinh Elizabeth I của Anh. Kristina hiểu rằng người ta mong đợi bà sẽ sinh ra một người thừa kế ngai vàng Thụy Điển (người anh em họ Charles theo đuổi bà, và họ đã bí mật đính hôn trước khi ông ta rời đi vào năm 1642 để phục vụ trong quân đội Thụy Điển ở Đức trong ba năm). Kristina tiết lộ trong cuốn tự truyện của mình rằng bà cảm thấy "một sự chán ghét khôn kể đối với hôn nhân" và "với tất cả những điều mà nữ giới nói và làm." Vì bà luôn bận rộn học hành, bà chỉ ngủ ba đến bốn giờ một đêm, quên chải đầu, mặc quần áo vội vàng và đi giày nam cho tiện. Mái tóc rối bời trở thành thương hiệu của bà. Người bạn nữ thân nhất của cô là Ebba Sparre, hai người ngủ chung giường và có thể là có quan hệ tình dục. Kristina gọi Sparre là "Belle" (Người đẹp) và dành hầu hết thời gian rảnh rỗi với la belle comtesse (nữ bá tước xinh đẹp). Bà giới thiệu Sparre với đại sứ Anh Whitelocke với tư cách là "bạn cùng giường" và ca ngợi cả tâm trí và vẻ đẹp của bà. Khi Kristina rời Thụy Điển, bà tiếp tục viết những lá thư đầy đam mê cho Sparre, trong đó nói rằng bà sẽ luôn yêu bà ấy.
Vào ngày 26 tháng 2 năm 1649, Kristina tuyên bố rằng bà quyết định không kết hôn và muốn đưa người anh em họ Charles trở thành người thừa kế. Trong khi giới quý tộc phản đối, ba giai cấp khác - giáo sĩ, người chăn nuôi, và nông dân - chấp nhận điều này. Lễ đăng quang của bà diễn ra vào ngày 22 tháng 10 năm 1650. Kristina đến lâu đài Jacobsdal và bước vào một cỗ xe đăng quang có màn nhung đen thêu chỉ vàng và được kéo bởi ba con ngựa trắng. Đám rước đến Storkyrkan dài đến nỗi khi toa xe đầu tiên đến nơi, những người cuối cùng vẫn chưa rời khỏi Jacobsdal (khoảng cách xấp xỉ 10,5 km). Tất cả bốn giai cấp đều được mời dùng bữa tại lâu đài. Đài phun nước ở khu chợ phun rượu vang trong ba ngày, đồ nướng được phục vụ và đèn sáng lấp lánh, nối tiếp bởi một cuộc diễu hành theo chủ đề vào ngày 24 tháng 10.

### Tôn giáo và quan điểm cá nhân

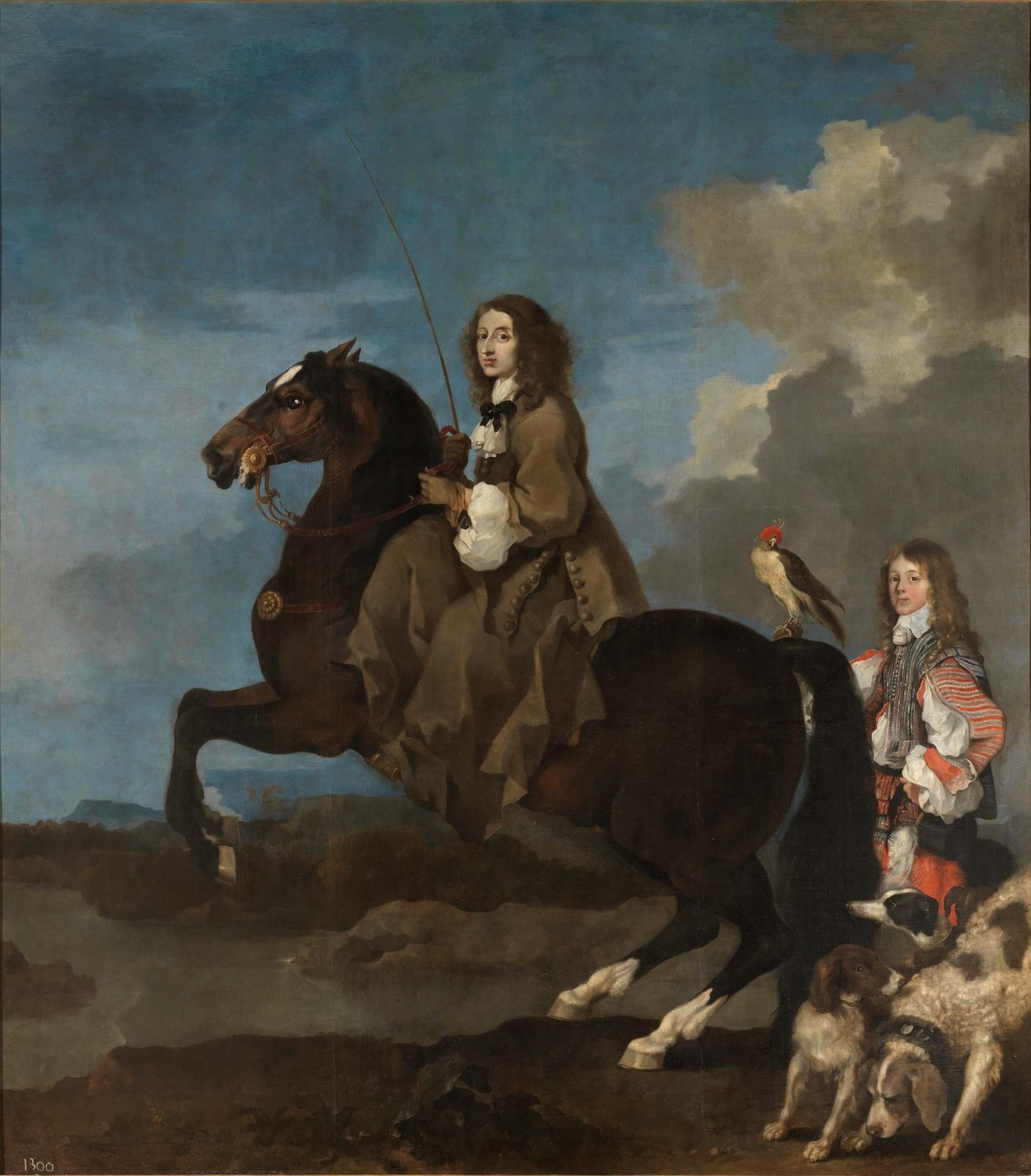
Sébastien Bourdon, Kristina của Thụy Điển, 1653. Được Pimentel tặng cho Philip IV của Tây Ban Nha, bức tranh hiện đang ở trong bảo tàng Prado.

Gia sư của Kristina, Julian Matthiae, chịu ảnh hưởng của John Dury và Comenius, đã xây dựng kế hoạch về một hệ thống trường học mới của Thụy Điển từ năm 1638. Năm 1644, ông đệ trình một trật tự nhà thờ mới, nhưng bị bỏ phiếu chống vì điều này bị cho là chủ nghĩa Calvin trá hình. Kristina đã bảo vệ ông trước Đại chưởng ấn Oxenstierna, nhưng cuối cùng ba năm sau, đệ trình bị bác bỏ. Năm 1647, các giáo sĩ muốn đưa ra Sách Hòa hợp (tiếng Thụy Điển: Konkordieboken), nhằm định nghĩa Luther giáo chân chính so với dị giáo, ngăn cấm một số khía cạnh của tư duy thần học tự do. Matthiae đã phản đối mạnh mẽ điều này và một lần nữa được Kristina ủng hộ. Cuốn sách này cuối cùng đã không được đưa ra.
Bà đã có những cuộc trò chuyện dài về Copernicus, Tycho Brahe, Bacon và Kepler với Antonio Macedo, thư ký và phiên dịch cho đại sứ Bồ Đào Nha. Macedo là một tu sĩ dòng Tên, vào tháng 8 năm 1651, ông đã lén chuyển một lá thư từ Kristina đến cho thống lĩnh của mình ở Rome. Để hồi đáp, Paolo Casati và Francesco Malines, vốn được đào tạo về cả khoa học tự nhiên và thần học, đã đến Thụy Điển vào mùa xuân năm 1652. Bà đã có nhiều cuộc trò chuyện với họ, và tỏ ra quan tâm đến quan điểm của Công giáo về tội lỗi, sự bất tử của linh hồn, sự hợp lý và ý chí tự do. Hai học giả tiết lộ kế hoạch của bà với Hồng y Fabio Chigi. Khoảng tháng 5 năm 1652, Kristina quyết định cải đạo sang Công giáo La Mã. Bà cử Matthias Palbitzki đến Madrid; vào tháng 8, vua Philip IV của Tây Ban Nha đã cử nhà ngoại giao Tây Ban Nha Antonio Pimentel de Prado tới Stockholm.
Sau khi trị vì gần hai mươi năm, làm việc ít nhất mười giờ một ngày, Kristina xuất hiện một số triệu chứng được cho là suy nhược thần kinh. Bà bị huyết áp cao, phàn nàn về thị lực kém và đau ở cổ. Bác sĩ triều đình Grégoire François Du Rietz được tuyên triệu khi bà đột nhiên ngất vào năm 1651. Vào tháng 2 năm 1652, bác sĩ người Pháp Pierre Bourdelot đến Stockholm. Không giống như hầu hết các bác sĩ thời đó, ông không tin vào việc chích máu; thay vào đó, ông yêu cầu bà ngủ đủ giấc, tắm nước ấm và ăn uống lành mạnh, trái ngược với lối sống khổ hạnh của Kristina. Bà chỉ mới hai mươi lăm tuổi và Bourdelot khuyên rằng bà nên có nhiều niềm vui hơn trong cuộc sống, cũng như ngừng học tập và làm việc quá sức và bỏ bớt sách ra khỏi phòng. Trong nhiều năm, Kristina đã thuộc lòng tất cả các bản sonnet từ Ars Amatoria và rất yêu thích các tác phẩm của Martial và Petronius. Bác sĩ đã cho bà xem 16 bản sonnet khêu gợi của Pietro Aretino mà ông bí mật cất trong hành lý. Bourdelot đã từ từ làm suy yếu các nguyên tắc của bà, và khiến bà trở thành một người theo chủ nghĩa khoái lạc. Mẹ bà và de la Gardie phản đối các hành vi của Bourdelot và cố gắng thuyết phục bà thay đổi thái độ với ông ta; Bourdelot trở lại Pháp vào năm 1653 mang theo "đầy của cải và lời nguyền rủa".

## Thoái vị
Kristina phát biểu trước các Hội đồng rằng: "Tôi không có ý định đưa ra lý do, [tôi] chỉ đơn giản là không phù hợp với hôn nhân." Năm 1651, bà mất đi phần lớn sự ủng hộ khi chặt đầu Arnold Johan Messenius, cùng với đứa con trai 17 tuổi, vì buộc tội bà có các hành vi sai trái và tà đạo. Theo họ "Kristina đã khiến mọi thứ bị hủy hoại, và bà ta chẳng quan tâm gì ngoài thể thao và khoái lạc."

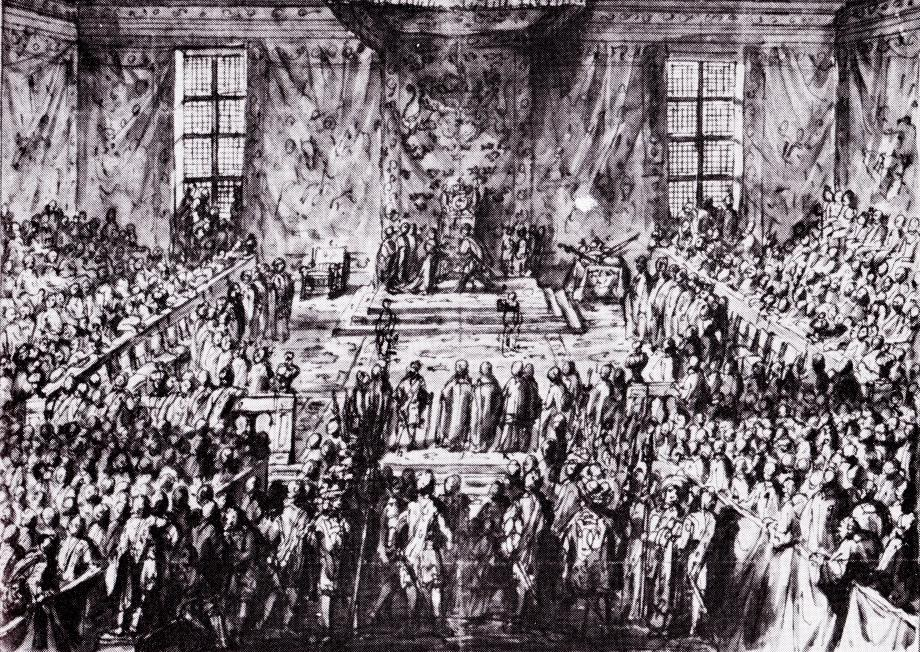
Lễ thoái vị của Kristina năm 1654, do Erik Dahlberg vẽ

Năm 1653, Kristina ra lệnh cho Vossius (và Heinsius) lập danh sách khoảng 6.000 cuốn sách và bản thảo sẽ được đóng gói và chuyển đến Antwerp. Vào tháng 2 năm 1654, bà tuyên bố với Hội đồng về kế hoạch thoái vị của mình. Oxenstierna nói rằng bà sẽ hối hận trong vòng vài tháng. Vào tháng 5, Nghị viện đã thảo luận về các đề xuất của bà. Bà sẽ được đảm bảo tài chính thông qua lương hưu và tô thuế từ thị trấn Norrköping, hòn đảo Gotland, Öland Ösel và Poel, Wolgast, và Neukloster ở Mecklenburg và các bất động sản ở Pomerania.
Kế hoạch cải đạo không phải là lý do duy nhất khiên bà thoái vị, vì ngày càng có nhiều sự bất mãn với phong cách độc đoán và hoang phí của bà. Trong vòng mười năm, bà và Oxenstierna đã mở rộng và ban tước mới cho giới quý tộc từ 300 lên khoảng 600 hộ, và phải bán hoặc thế chấp tài sản quốc hữu để cung cấp đủ đất phong. Việc phong đất diễn ra vội vàng đến mức có khi chúng còn không được đăng ký, và thậm chí cùng một mảnh đất được ban tước đến hai lần.
Kristina nhường ngôi cho Charles Gustav vào ngày 6 tháng 6 năm 1654 và rời khỏi đất nước trong vài ngày sau đó.

## Rời đi và lưu vong

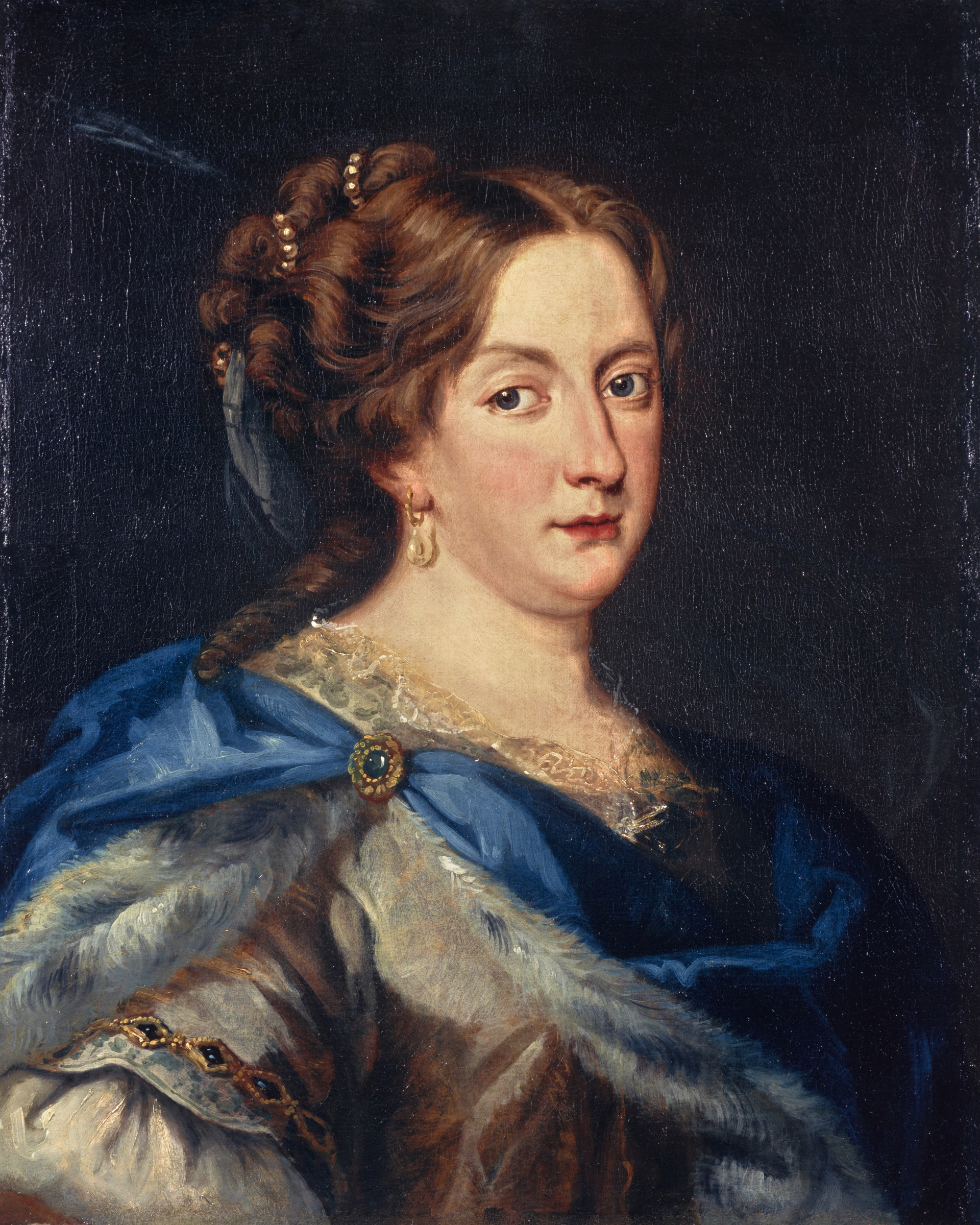
Chân dung bởi Jacob Ferdinand Voet

Vào mùa hè năm 1654, Kristina mặc y phục nam giới rời khỏi Thụy Điển với sự giúp đỡ của Bernardino de Rebolledo, với tên giả là Bá tước Dohna, đi qua Đan Mạch, một nước có quan hệ căng thẳng với Thụy Điển. Kristina đã chuyển đi hết những cuốn sách, tranh vẽ, tượng và tấm thảm có giá trị từ lâu đài Stockholm của bà khiến tài sản của nó không còn lại gì.
Kristina đến thăm Frederick III, Công tước Holstein-Gottorp. Bà viết thư tiến cử hai cô con gái của Công tước với Charles Gustav. Charles đồng ý và kết hôn với Hedwig Eleonora. Vào ngày 10 tháng 7, Kristina đến Hamburg.
Kristina đến thăm Johann Friedrich Gronovius và Anna Maria van Schurman tại Cộng hòa Hà Lan. Vào tháng 8, bà đến miền Nam Hà Lan và định cư tại Antwerp. Trong bốn tháng, Kristina trụ tại biệt thự của một thương nhân Do Thái. Bà được Đại công tước Leopold Wilhelm của Áo; Hoàng thân de Condé, đại sứ Pierre Chanut, cũng như cựu thống đốc Na Uy Hannibal Sehested viếng thăm. Vào buổi chiều, bà đi cưỡi ngựa, và mở tiệc mỗi tối cùng với kịch hay âm nhạc. Kristina nhanh chóng tiêu hết tiền và phải bán bớt một số tấm thảm, đồ dùng bằng bạc và đồ trang sức. Khi tình hình tài chính của bà không khá hơn, Đại công tước đã mời bà đến cung điện Brussels của ông ở Coudenberg. Vào ngày 24 tháng 12 năm 1654, bà cải đạo sang Công giáo tại nhà nguyện của Đại công tước với sự chứng kiến của Dominican Juan Guêmes, Raimondo Montecuccoli và Pimentel. Khi sinh ra bà được rửa tội với tên Kristina Augusta, và giờ bà nhận tên mới là Kristina Alexandra. Bà đã không công khai cải đạo vì e ngại hội đồng Thụy Điển có thể từ chối trả tiền cấp dưỡng cho bà. Ngoài ra, Thụy Điển đang chuẩn bị cho cuộc chiến chống lại Pomerania, có nghĩa là thu nhập của bà từ vùng đất đó bị giảm đáng kể. Giáo hoàng và Philip IV của Tây Ban Nha cũng không thể hỗ trợ bà một cách công khai, vì bà chưa công khai trở một người Công giáo. Kristina phải đi vay một khoản vay lớn, và gán nợ bằng số sách và tượng của mình.
Vào tháng 9, bà lên đường đến Ý đến với đoàn tùy tùng gồm 255 người và 247 con ngựa. Sứ giả của giáo hoàng, thủ thư Lucas Holstenius, vốn đã cải đạo, đợi bà ở Innsbruck. Vào ngày 3 tháng 11 năm 1655, Kristina công khai cải đạo sang Công giáo La Mã ở Hofkirche và viết thư báo cho Giáo hoàng Alexander VII và anh họ Charles X. Bà kỉ niệm điều này bằng việc cho diễn một vở opera của Antonio Cesti. Người ta nói Đại công tước Ferdinand Charles của Áo, vốn đã khó khăn về tài chính, giờ gần như khánh kiệt vì đón tiếp Kristina. Bà lại rời đi vào vào ngày 8 tháng 11.

### Lên đường đến Rome

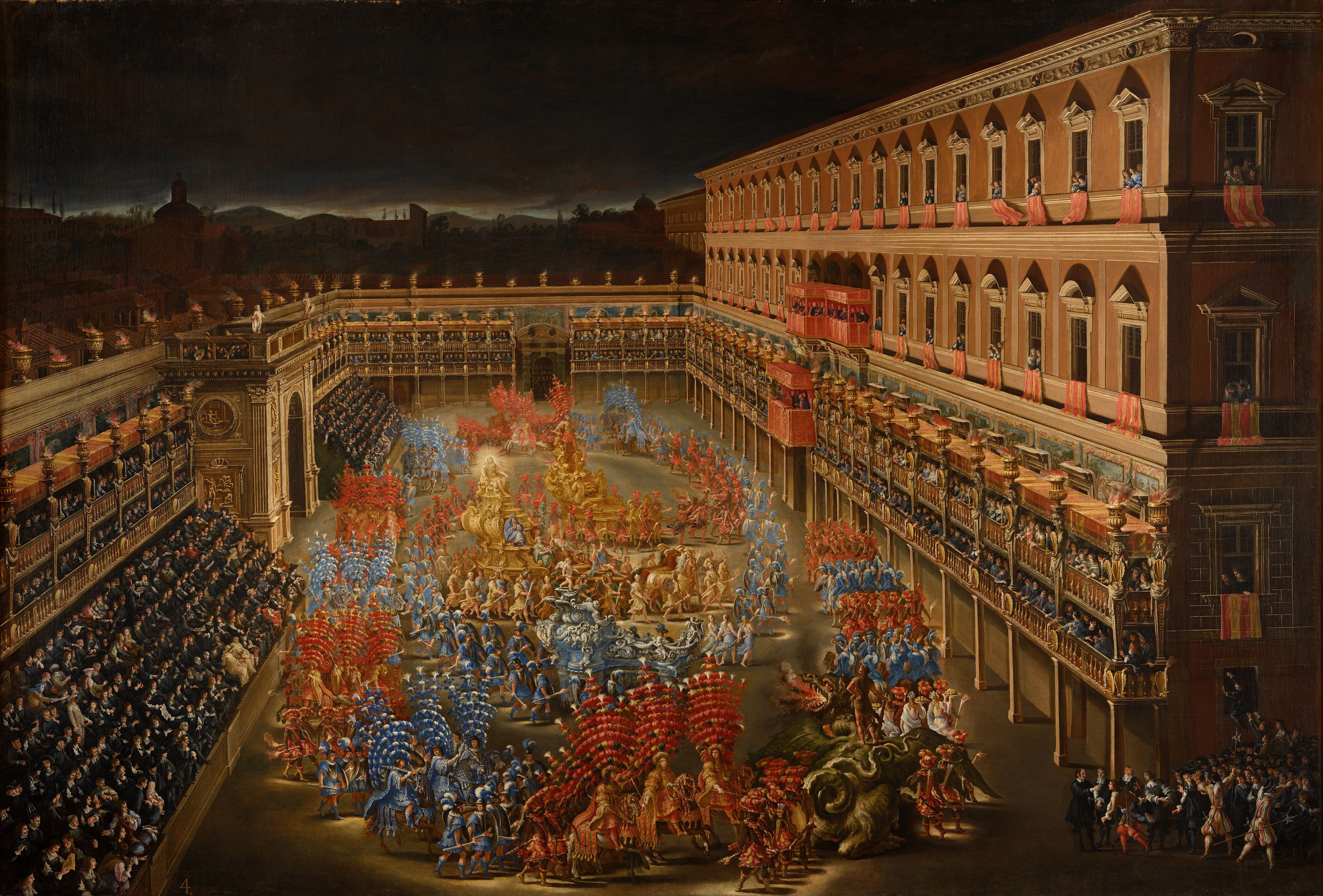
Lễ đón mừng Kristina tại Palazzo Barberini vào ngày 28 tháng 2 năm 1656

Hành trình đi về phía nam qua Ý đã được Vatican lên kế hoạch chi tiết với các lễ tiếp đón hoành tráng ở Ferrara, Bologna, Faenza và Rimini. Kristina chính thức vào Rome vào ngày 20 tháng 12, trong một cỗ xe được thiết kế bởi Bernini, đi qua cổng Porta Flaminia, ngày nay được gọi là Porta del Popolo. Kristina gặp Bernini vào ngày hôm sau, bà mời ông đến phòng mình vào tối cùng ngày và họ trở thành bạn thân suốt đời." Hai ngày sau, bà được vào Vương cung thánh đường Vatican, và được Đức Giáo hoàng ban phép thông công tại đây. Đó là lúc giáo hoàng ban cho bà cái tên đệm thứ hai, Alexandra, dạng nữ của chính tên ông." Bà được cấp chái nhà của riêng mình bên trong Vatican, được trang trí bởi Bernini.
Chuyến thăm của Kristina tới Rome là vinh quang của Giáo hoàng Alexander VII và là dịp tưng bừng cho các lễ hội Baroque hoa lệ. Trong vài tháng tiếp theo, bà là mối quan tâm duy nhất của Giáo hoàng và triều thần. Các quý tộc tranh giành sự chú ý của bà và thay nhau chiêu đãi bà với các màn pháo hoa, đấu thương, đấu kiếm, nhào lộn và opera không ngừng nghỉ.

### Palazzo Farnese

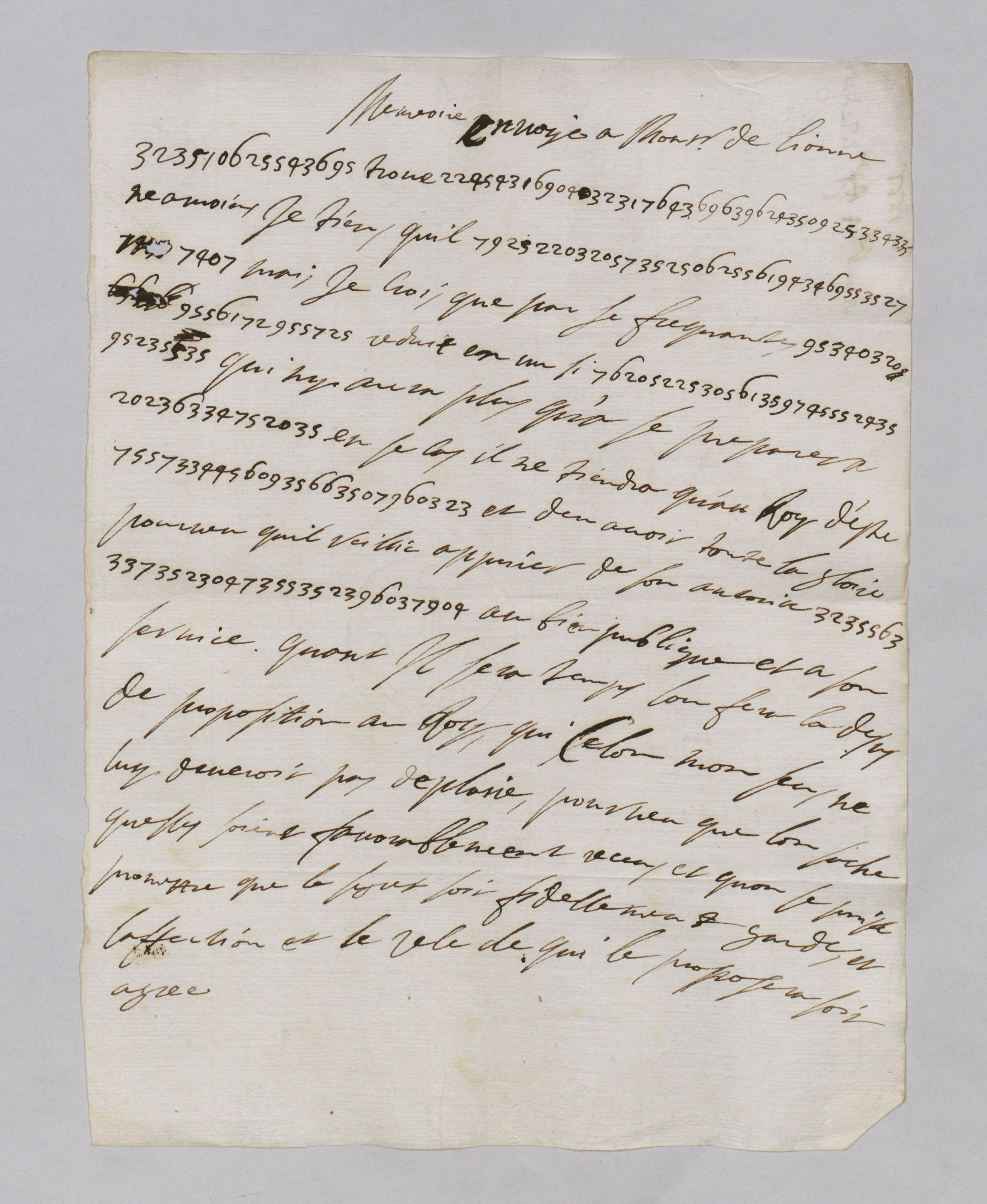
Thư của Kristina gửi Decio Azzolino trong Phòng lưu trữ quốc gia Thụy Điển

Kristina định cư tại Cung điện Farnese, thuộc về Công tước Parma. Bà tiếp đãi nhiều nhà quý tộc và trí thức, cùng thảo luận về âm nhạc, sân khấu và văn học.
Kristina định cư tại Cung điện Farnese, thuộc về Công tước Parma. Bà tiếp đãi nhiều nhà quý tộc và trí thức, cùng thảo luận về âm nhạc, sân khấu và văn học. Bà giao tiếp tự do với những người đàn ông bằng tuổi, trong đó có Hồng y Decio Azzolino, người từng là thư ký cho đại sứ ở Tây Ban Nha, và chịu trách nhiệm về việc trao đổi thư từ của Vatican với các triều đình châu Âu. Hai người thân thiết đến mức Đức Giáo hoàng yêu cầu ông rút ngắn các chuyến viếng thăm cung điện của bà; nhưng họ vẫn là bạn suốt đời. Cùng lúc đó, Kristina biết rằng người Thụy Điển đã dừng chu cấp cho bà sau khi bà cải đạo sang Công giáo.

## Đến Pháp và Ý

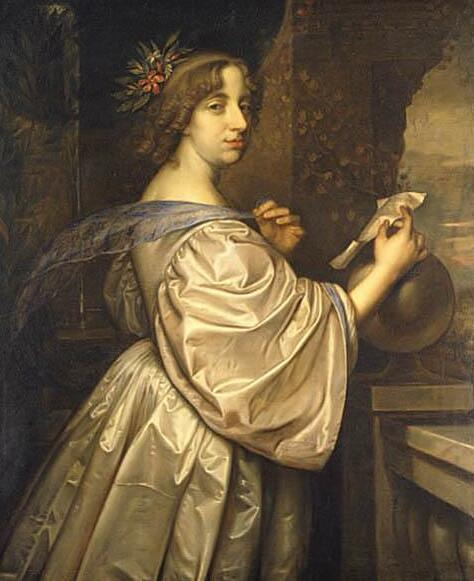
Kristina của David Beck

Vua Philip IV của Tây Ban Nha trị vì Công quốc Milano và Vương quốc Napoli. Chính trị gia nước Pháp Mazarin, một người Ý, đã cố gắng giải phóng Napoli khỏi ách cai trị của Tây Ban Nha. Kristina muốn trở thành một trung gian hòa giải giữa Pháp và Tây Ban Nha trong cuộc cạnh tranh giành quyền kiểm soát Napoli. Bà lên kế hoạch lãnh đạo quân đội Pháp chiếm lấy Napoli và trị vì cho đến khi qua đời rồi trao lại ngai vàng cho nước Pháp. Vào ngày 20 tháng 7 năm 1656, Kristina đi thuyền từ Civilitavecchia đến Marseille. Đầu tháng 8, bà đi Paris, cùng với Công tước Guise. Mazarin không tiếp đãi bà chính thức, nhưng chỉ thị rằng bà sẽ được đón mừng ở mọi thị trấn trên đường lên phía bắc.
Vào ngày 8 tháng 9, bà đến Paris và được dẫn đi xung quanh; phụ nữ bị sốc bởi vẻ ngoài nam tính và phong thái cũng như lối nói chuyện tự do không kiếm chế của bà. Đại công nương Anne Marie Louise d'Orléans, khi xem ba-lê cùng nhau, đã kể lại rằng Kristina "làm tôi kinh ngạc hết sức - vỗ tay khen ngợi những đoạn thấy hay, có Chúa chứng giám, ném người xuống ghế, bắt chéo chân, gác chân lên ghế, và làm các tư thế mà tôi chưa từng thấy ở ai ngoài Travelin và Jodelet, hai con trâu nổi tiếng... Cô ấy quả là một tạo vật phi thường."
Kristina được đối xử tôn trọng bởi Louis XIV thiếu niên và mẹ, Ana của Tây Ban Nha, tại Compiègne. Vào ngày 22 tháng 9 năm 1656, thỏa thuận giữa bà và Louis XIV được giàn xếp xong. Ông sẽ tiến cử Kristina làm nữ vương Naples, và là người bảo hộ vương quốc chống lại sự xâm lược của Tây Ban Nha. Là Nữ vương của Napoli, bà sẽ độc lập về tài chính với nhà vua Thụy Điển và cũng có khả năng đàm phán hòa bình giữa Pháp và Tây Ban Nha.
Đầu tháng 10, bà rời Pháp và đến Torino. Trong mùa đông, Kristina sống ở Pesaro, có lẽ là để tránh bệnh dịch ở Rome. (Bệnh dịch hạch đã lây nhiễm một số khu vực bao gồm cả Napoli, nơi 250.000 người chết trong vòng hai năm.) Vào tháng 7 năm 1657, bà trở về Pháp, và dừng lại ở Fontainebleau.

### Cái chết của Monaldeschi
Vào ngày 15 tháng 10 năm 1657, bà ở tại Cung điện Fontainebleau, và tại đây, bà đã hành quyết Marchese Gian Rinaldo Monaldeschi, tổng quản của mình và từng là lãnh đạo đảng Pháp ở Rome. Trong hai tháng, bà đã nghi ngờ Monaldeschi phản bội mình. Bà triệu ông ta đến và sau khi nghe được lời thú tội, bà cho hầu cận rượt đuổi và đâm chết ông.
Việc giết Monaldeschi trong một cung điện của Pháp là hợp pháp, vì Kristina có quyền tư pháp đối với các triều thần của mình, như Gottfried Leibniz bào chữa cho bà. Tuy nhiên, việc này gây ra nhiều tai tiếng xấu về Kristina. Bà muốn đến thăm nước Anh, nhưng không được Cromwell đón chào, nên bà ở lại Fontainebleau vì không có ai mời bà đến chỗ họ. Ana của Tây Ban Nha, mẹ của Louis XIV, tỏ ra mất kiên nhẫn và muốn tiễn đi vị khách tàn nhẫn của mình; Kristina không còn cách nào khác là phải rời đi.

## Trở lại Rome

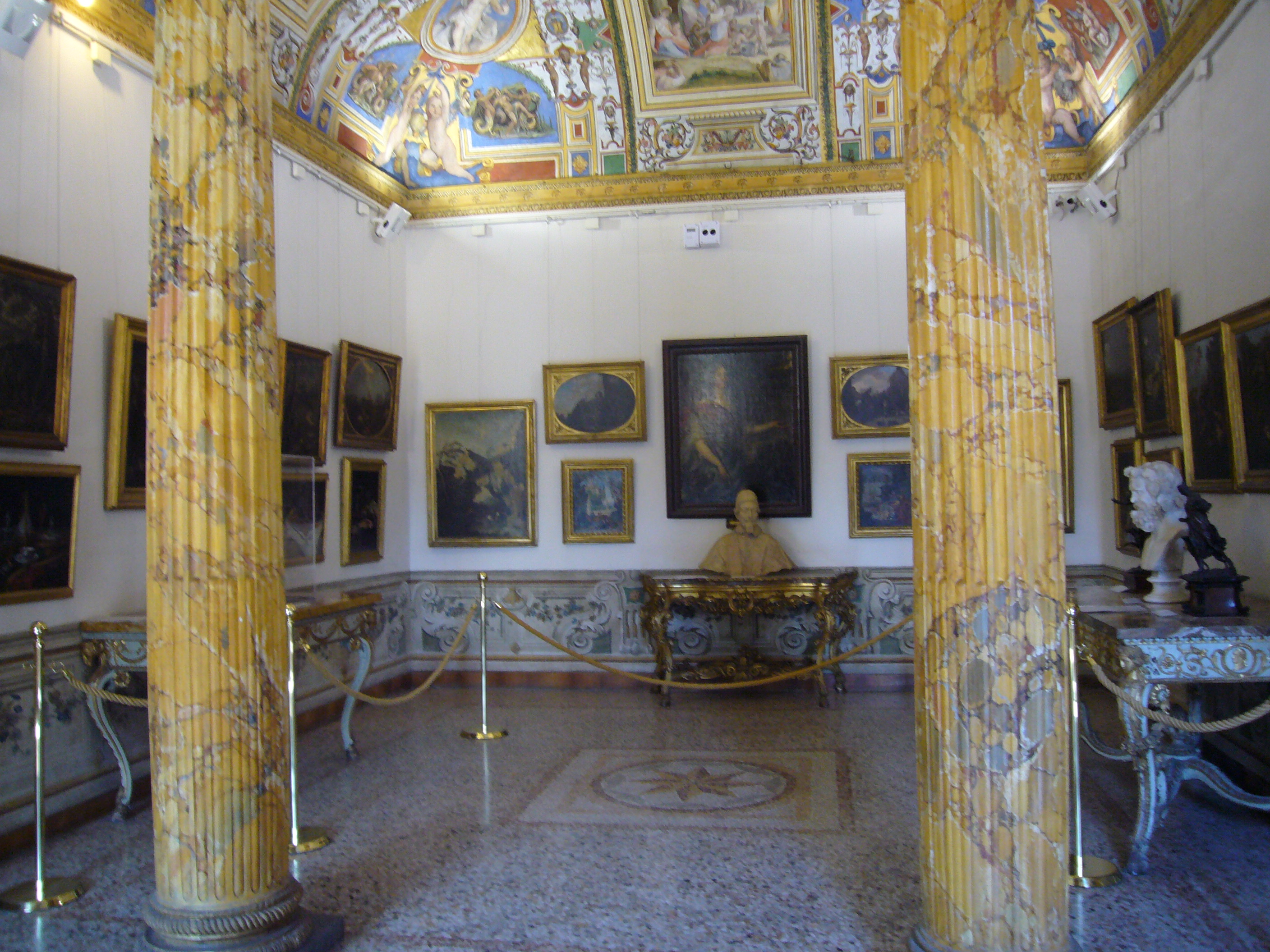
Phòng ngủ của Kristina trong Cung điện Corsini.

Vào ngày 15 tháng 5 năm 1658, Kristina đến Rome lần thứ hai, nhưng không vẻ vang như lần trước. Danh tiếng của bà đã bị tổn hại do việc xử tử Monaldeschi. Giáo hoàng Alexander VII vẫn ở lại cung điện mùa hè và không muốn bà đến thăm lần nào. Ông nói bà là 'một người phụ nữ sinh ra từ một kẻ dã man, được nuôi dưỡng dã man và sống với những suy nghĩ dã man [...] với một niềm kiêu hãnh dữ dội và không thể chịu đựng được'. Bà ở tại Cung điện Rospigliosi, thuộc về hồng y nước Pháp Mazarin, nằm gần Cung điện Quirinal; vì vậy, giáo hoàng đã vô cùng nhẹ nhõm khi vào tháng 7 năm 1659, bà chuyển đến Trastevere để sống ở Palazzo Riario, được thiết kế bởi Bramante.
Bà thường trú tại Cung điện Riario cho đến cuối đời và biến nơi đây thành kho tàng chứa bộ sưu tập lớn các tác phẩm nghệ thuật cổ điển, trong đó có nhiều tác phẩm quý như Danaë của Correggio và hai phiên bản Venus và Adonis của Titian, thảm, điêu khắc, mề đay, bản vẽ của Raphael, Michelangelo, Caravaggio, Titian, Veronese và Goltzius và chân dung của các bạn bè như Azzolino, Bernini, Bernini đại sứ Chanut và bác sĩ Bourdelot.

## Về thăm Thụy Điển

Chân dung Kristina; được vẽ vào năm 1661 bởi Abraham Wuchters.

Vào tháng 4 năm 1660, Kristina được thông báo rằng Charles X Gustav đã chết vào tháng Hai. Con trai ông, Charles XI, chỉ mới năm tuổi. Mùa hè năm đó, bà về Thụy Điển, chỉ ra rằng bà đã để lại ngai vàng cho người anh họ và hậu duệ của ông ta, nên nếu Charles XI qua đời, bà sẽ lấy lại ngai vàng. Nhưng vì bà là một người Công giáo nên điều này là không thể, và các giáo sĩ đã từ chối để các linh mục trong đoàn tùy tùng của bà cử hành bất kỳ Thánh lễ nào. Kristina rời Stockholm và đến Norrköping. Cuối cùng, chấp thuận từ bỏ ngai vàng lần thứ hai, dành một năm ở Hamburg chuẩn bị tài chính để trở về Rome.
Mùa hè năm 1662, bà đến Rome lần thứ ba và sống một vài năm khá hạnh phúc sau đó. Một loạt các khiếu nại và cáo buộc đã khiến bà quyết tâm một lần nữa trở về Thụy Điển năm 166, nhưng không thể đi xa hơ Norrköping. Thụy Điển ra sắc lệnh chỉ cho phép bà định cư ở vùng Pomerania Thụy Điển. Kristina trở lại Hamburg và được được thông báo rằng Alexander VII, người bảo trợ và sau đó quay lưng lại với bà, đã chết vào tháng 5 năm 1667. Giáo hoàng mới, Clement IX đã từng là khách thường xuyên tại cung điện của bà. Hân hoan với chiến thắng này, bà tổ chức một bữa tiệc hoành tráng tại nơi trọ ở Hamburg, dẫn đến việc dân chúng Lutheran nổi giận tấn công bằng súng và định bắt giữ bà. Bà trốn thoát bằng cách ngụy trang đi qua cửa sau.
Vào ngày 16 tháng 9 năm 1668, John II Casimir đã thoái vị ngai vàng Litva của Ba Lan và trở về Pháp. Kristina, với tư cách là thành viên của Nhà Vasa, tự ứng cử cho ngai vàng, đưa ra lợi thế là người Công giáo và là nữ đồng trinh. Bà được Giáo hoàng Clement IX ủng hộ nhưng cuối cùng vẫn thất bại. Dường như bà hài lòng với điều này vì bà có thể trở về Azzolino yêu dấu. Bà rời thành phố vào ngày 20 tháng 10 năm 1668.

## Cuối đời

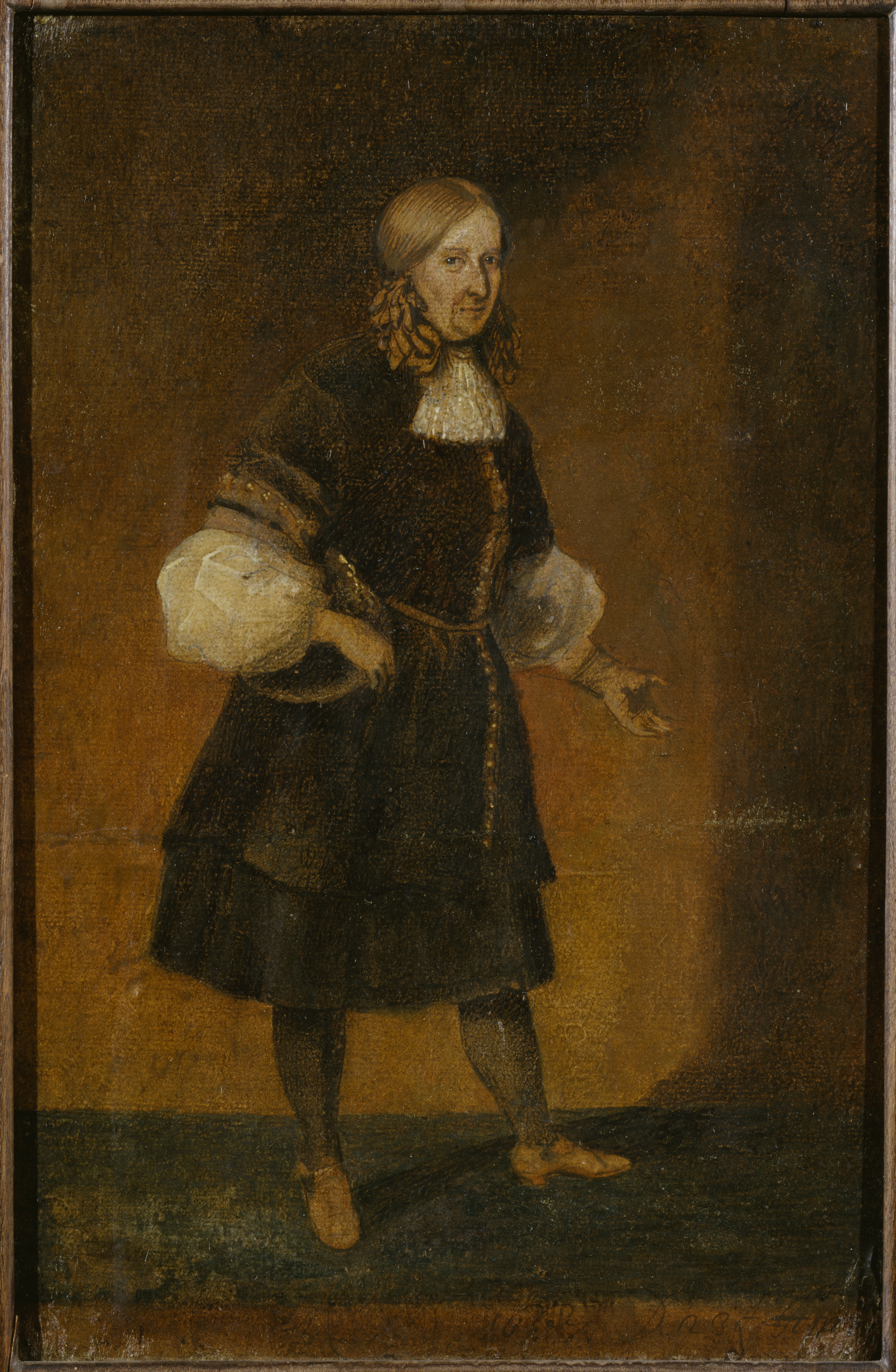
Kristina về già

Lần thứ tư và cuối cùng Kristina vào Rome là ngày 22 tháng 11 năm 1668. Giáo hoàng Clement IX thường đến thăm bà và hai người có chung sở thích kịch nghệ. Kristina thường tổ chức các cuộc họp của Accademia in Đại sảnh nơi có 'một sân khấu dành cho các ca sĩ và diễn viên'. Khi giáo hoàng bị đột quỵ, bà là một trong số ít những người ông muốn gặp khi hấp hối. Năm 1671, Kristina thành lập nhà hát công cộng đầu tiên của Rome trong một nhà tù cũ, Tor di Nona.
Giáo hoàng mới, Clement X, lo lắng về ảnh hưởng của nhà hát đối với đạo đức công chúng. Khi Innocent XI trở thành giáo hoàng, ông tìm cách ngăn cản các hoạt động biểu diễn. Mặc dù ông là khách thường xuyên trong vòng giao tế của bà với các hồng y khác, ông biến nhà hát của Kristina thành kho chứa ngũ cốc, và cấm phụ nữ biểu diễn hay mặc váy decolleté. Kristina coi điều này là vô lí, và vẫn để phụ nữ biểu diễn trong cung điện của mình. Năm 1675, bà mời António Vieira trở thành cha giải tội của mình.
Kristina đã viết một cuốn tự truyện còn dang dở, trong đó có một số bản nháp còn sót lại, và các bài tiểu luận về các thần tượng của bà là Alexander Đại đế, Cyrus Đại đế và Julius Cæsar, về nghệ thuật và âm nhạc và là người bảo trợ cho nhiều nhạc sĩ và nhà thơ. Bà đặt hàng các vở kịch của Alessandro Stradella và Bernardo Pasquini; Arcangelo Corelli dành tặng tác phẩm đầu tiên của mình, Sonata da chiesa opus 1, cho bà.
Quan điểm chính trị và tinh thần nổi loạn của Kristina vẫn tồn tại rất lâu sau khi bà thoái vị. Khi Louis XIV thu hồi sắc lệnh người Nantes, bãi bỏ quyền của người Tin lành Pháp (Huguenots), Kristina đã viết một lá thư đầy phẫn nộ đến vào đại sứ Pháp Cesar d'Estrees vào ngày 2 tháng 2 năm 1686. Louis không đánh giá cao điều này, nhưng bà không im lặng. Tại Rome, bà đã vận động Giáo hoàng Clement X cấm phong tục rượt đuổi người Do Thái qua các đường phố trong lễ hội. Vào ngày 15 tháng 8 năm 1686, bà đã đưa ra một tuyên bố rằng người Do Thái La Mã nằm dưới sự bảo vệ của bà, đã ký tên là Regina - nữ vương.
Kristina duy trì quan điểm khoan dung đối với mọi niềm tin tôn giáo trong suốt cả cuộc đời. Bà thuê linh mục người Tây Ban Nha Miguel Molinos làm nhà thần học riêng. Ông bị điều tra bởi Toà án dị giáo vì tuyên bố rằng tội lỗi thuộc về phần cảm xúc thấp hèn của con người và không chịu sự điều khiển của ý chí tự do. Kristina gửi cho ông ta thức ăn và hàng trăm lá thư trong lúc ông bị nhốt ở Castel Sant'Angelo.

## Qua đời và chôn cất
Vào tháng 2 năm 1689, Kristina, 62 tuổi, bị ốm nặng sau chuyến viếng thăm các ngôi đền ở Campania. Bà mắc bệnh tiểu đường. Kristina dường như đã hồi phục, nhưng vào giữa tháng 4, bà bị nhiễm khuẩn streptococcus cấp tính được gọi là erysipelas, sau đó bị viêm phổi và sốt cao. Trước khi chết, bà đã gửi tin nhắn cho giáo hoàng hỏi liệu ông ta có thể tha thứ cho những lời lăng mạ của bà không. Bà qua đời vào ngày 19 tháng 4 năm 1689 tại Palazzo Corsini lúc sáu giờ sáng.

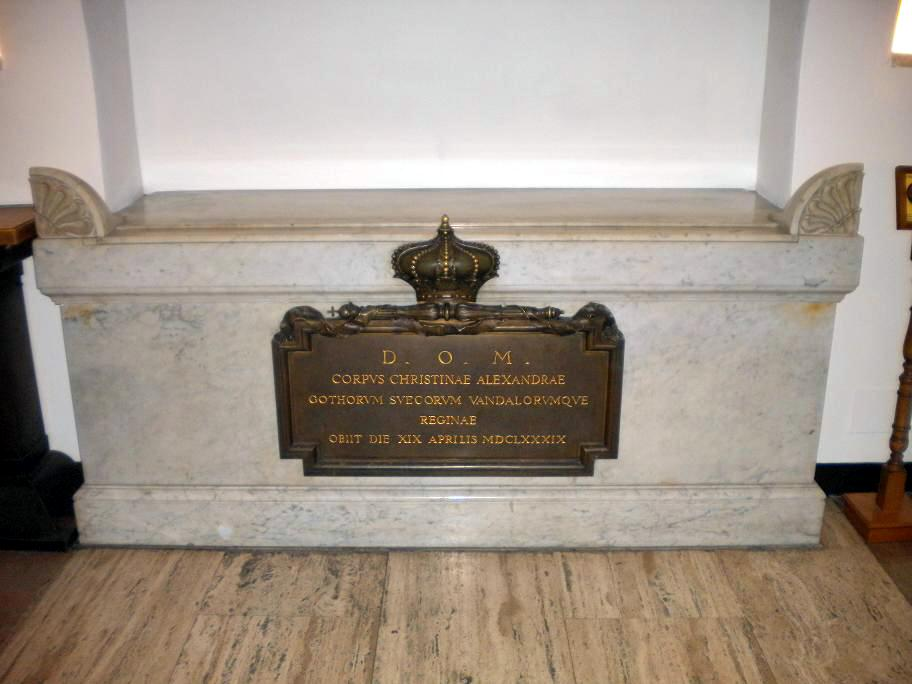
Quan tài của Kristina trong hầm mộ giáo hoàng ở Vatican

Kristina yêu cầu được chôn cất đơn giản tại Pantheon, Rome, nhưng giáo hoàng kiên quyết tổ chức một cuộc diễu hành thắp sáng trong bốn ngày trong Cung điện Riario. Bà được ướp xác, phủ thổ cẩm trắng, đeo mặt nạ bạc, vương miện mạ vàng và vương trượng. Lễ rước vào ngày 2 tháng 5 đưa bà từ Santa Maria ở Vallicella đến Nhà thờ Thánh Peter, và được chôn cất trong hầm mộ giáo hoàng. Bà là một trong ba người phụ nữ duy nhất có vinh dự này (cùng với Matilda của Tuscany và Maria Clementina Sobieska)
Vào năm 1702, Clement XI thuê dựng tượng cho bà và đặt trong Vương cung thánh đường Thánh Peter.
Kristina chỉ định Azzolino là người thừa kế duy nhất của mình để đảm bảo các khoản nợ được giải quyết, nhưng ông ốm yếu đến nỗi không tham dự được đám tang của bà, và qua đời vào tháng 6 cùng năm. Cháu trai của ông, Pompeo Azzolino, là người thừa kế duy nhất và đã nhanh chóng bán hết các bộ sưu tập nghệ thuật của Kristina.

## Vẻ bề ngoài
Các tư liệu lịch sử về Kristina có mô tả các đặc điểm hình thể, phong cách và phong cách ăn mặc của bà. Kristina được biết là có lưng gù, ngực biến dạng và vai không đều. Một số nhà sử học đã suy đoán rằng các đặc điểm ngoại hình của bà có thể bị phóng đại quá mức bởi các tài liệu lịch sử.
Khi còn bé, Kristina có phong cách "tomboy", được giáo dục như một hoàng tử và được dạy đấu kiếm, cưỡi ngựa và săn gấu. Khi trưởng thành, người ta nói rằng Kristina "đi đứng như đàn ông, ngồi và cưỡi ngựa như đàn ông, và có thể ăn uống và chửi thề như những người lính thô bạo nhất". John Bargrave đương thời cho rằng phong cách của bà thiên về tính trẻ con hay điên rồ hơn là nam tính. Kristina được cho là hay mặc trang phục nam tính và cũng có những đặc điểm ngoại hình nam tính. Theo Henry II, Quận công Guise, "bà ấy đi giày nam và từ giọng nói đến hành động đều giống đàn ông".

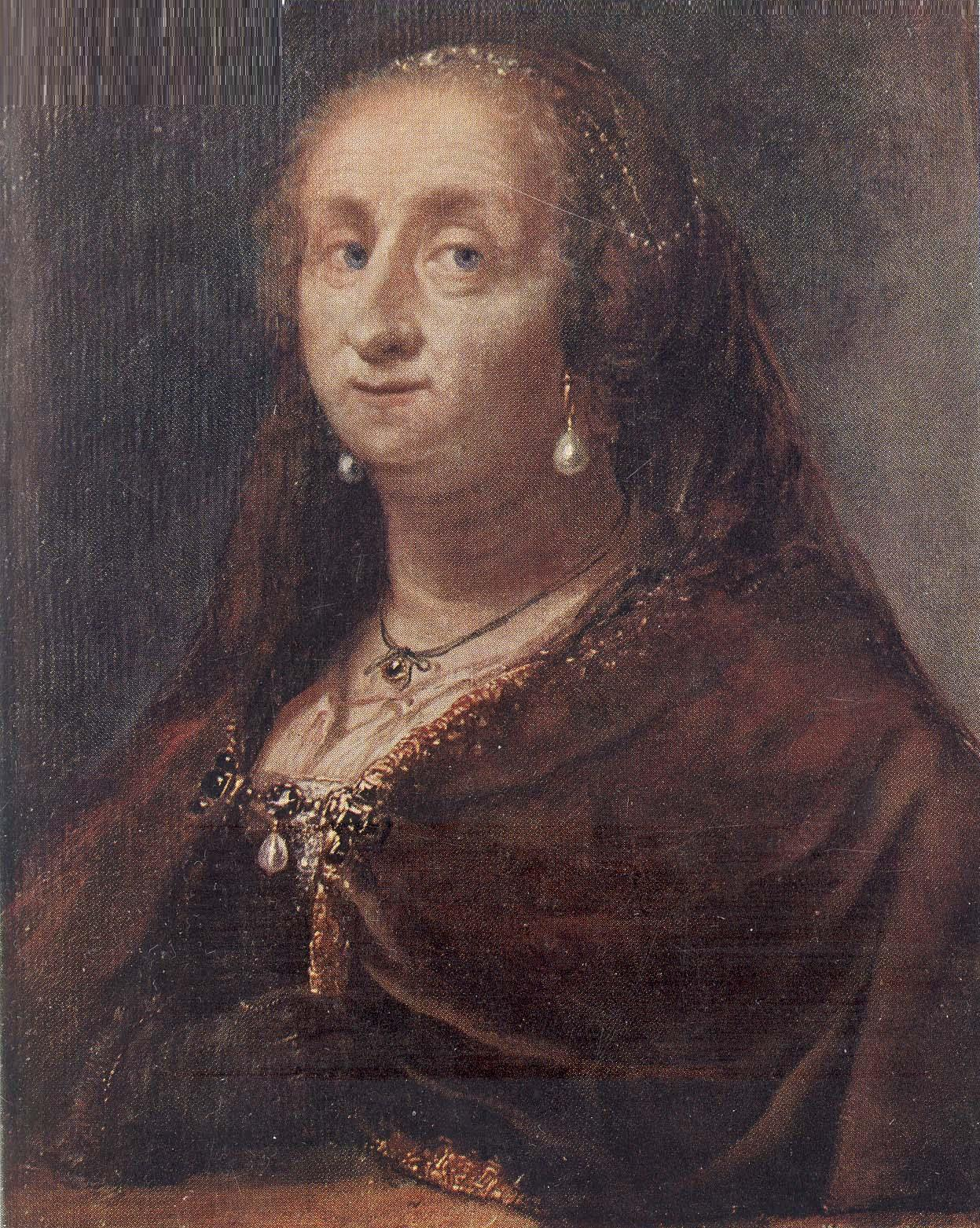
Kristina trong những năm cuối đời

Khi sống ở Rome, bà có quan hệ thân thiết với Hồng Y Azzolino, điều gây ra nhiều tranh cãi nhưng là điển hình cho việc bà bị thu hút bởi các mối quan hệ bất thường đối với một phụ nữ ở thời đại và vị thế của bà. Bà đã bỏ quần áo nam tính và mặc kiểu váy xẻ ngực khiêu khích đến nỗi Giáo hoàng phải ra lệnh cấm loại quần áo này.

### Sự mơ hồ về giới tính và tính hướng

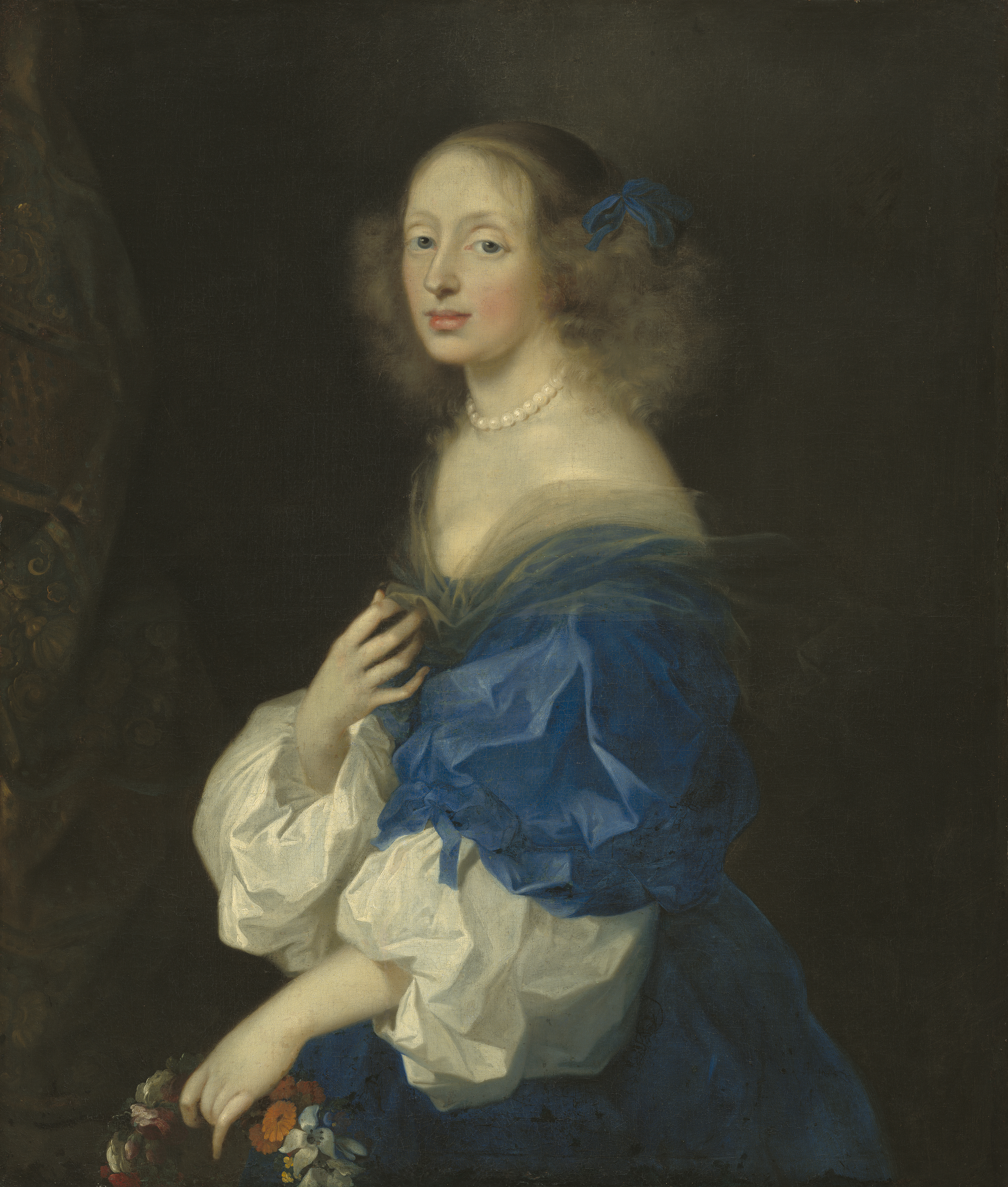
Ebba Sparre kết hôn năm 1652, anh trai của Magnus Gabriel de la Gardie. Tranh của Sébastien Bourdon

Trong cuốn Tự truyện (1681), Kristina tán tỉnh cả hai giới tính. Một số nhà tiểu sử hiện đại thường coi bà là một người đồng tính nữ, như trong mối quan hệ với Ebba Sparre, hay Gabrielle de Rochechouart de Mortemart, Rachel, cháu gái của Diego Teixeira, và ca sĩ Angelina Giorgino. Một số nhà sử học có nhiều cái nhìn khác nhaum cho rằng bà duy trì mối quan hệ khác giới, phi tình dục, đồng tính nữ, hoặc quan hệ song tính trong suốt cuộc đời mình. Theo Veronica Buckley, Kristina là một "người đam mê" bị tô vẽ như một "người đồng tính nữ, gái điếm, người lưỡng tính và một người vô thần" bởi những người đương thời của cô, mặc dù "trong thời đại hỗn loạn đó, thật khó để xác định cái nào là danh hiệu kinh khủng nhất". Kristina gần cuối đời đã viết rằng bà "không phải là Nam giới hay Lưỡng tính, như một số người đã gán cho tôi".
Bargrave kể lại rằng mối quan hệ của Kristina với Azzolino vừa "quen thuộc" (thân mật) vừa "ham mê" và Azzolino đã bị Giáo hoàng gửi đến Rumani như một hình phạt. Buckley, mặt khác tin rằng "một mối quan hệ tình dục giữa bà và Azzolino, hoặc bất kỳ người đàn ông nào khác, dường như không thể xảy ra". Dựa trên các tư liệu lịch sử về thể chất của Kristina, một số học giả tin rằng bà có thể là một cá nhân liên giới tính.
Năm 1965, những lời kể mâu thuẫn này đã dẫn đến một cuộc khám nghiệm hài cốt của Kristina. Nhà nhân chủng học hình thể Carl-Herman Hjortsjö, người thực hiện cuộc điều tra, giải thích rằng không đủ điều kiện để chẩn đoán hay nghi ngờ về liên giới tính; tuy nhiên, Hjortsjö suy đoán rằng Kristina có bộ phận sinh dục nữ điển hình bởi vì các bác sĩ của bà Bourdelot và Macchiati ghi lại rằng bà có hành kinh. Các phân tích về xương của Hjortsjö cho thấy hài cốt của bà có cấu trúc như một "phụ nữ thông thường".
Một số triệu chứng có thể là do hội chứng buồng trứng đa nang, một rối loạn đa nội tiết phức tạp bao gồm hirsutism (mọc lông kiểu nam) do tăng nồng độ hormone androgen và béo phì ở bụng do khiếm khuyết thụ thể insulin. Buckley cho rằng sự hiểu biết thấp của Kristina về các chuẩn mực xã hội cùng với việc không muốn hành động, ăn mặc hoặc làm các quy tắc xã hội khác, chỉ ra rằng bà có hội chứng rối loạn phát triển, chẳng hạn như hội chứng Asperger.

## Gia phả
|                |                |                |                |                |                |           |           |                   |                   |                   |                   |                   |                   |  |  | Karl X Gustav |           |           |           |               |               |               |               |               |               |              |              |              |              |  |  |                  |                  |                  |                  |                  |                  |  |  |  |  |  |  |  |  |  |  |  |  |  |  |  |  |  |  |  |  |  |  |
|                |                |                |                |                |                |           |           |                   |                   |                   |                   |                   |                   |  |  |               |           |           |           |               |               |               |               |               |               |              |              |              |              |  |  |                  |                  |                  |                  |                  |                  |  |  |  |  |  |  |  |  |  |  |  |  |  |  |  |  |  |  |  |  |  |  |
|                |                |                |                |                |                |           |           |                   |                   |                   |                   |                   |                   |  |  |               |           |           |           |               |               |               |               |               |               |              |              |              |              |  |  |                  |                  |                  |                  |                  |                  |  |  |  |  |  |  |  |  |  |  |  |  |  |  |  |  |  |  |  |  |  |  |
| Maria Eleonora | Maria Eleonora | Maria Eleonora | Maria Eleonora | Maria Eleonora | Maria Eleonora |           |           | Gustavus Adolphus | Gustavus Adolphus | Gustavus Adolphus | Gustavus Adolphus | Gustavus Adolphus | Gustavus Adolphus |  |  | Catherine     | Catherine | Catherine | Catherine | Catherine     | Catherine     |               |               | John Casimir  | John Casimir  | John Casimir | John Casimir | John Casimir | John Casimir |  |  | Carl Gyllenhielm | Carl Gyllenhielm | Carl Gyllenhielm | Carl Gyllenhielm | Carl Gyllenhielm | Carl Gyllenhielm |  |  |  |  |  |  |  |  |  |  |  |  |  |  |  |  |  |  |  |  |  |  |
| Maria Eleonora | Maria Eleonora | Maria Eleonora | Maria Eleonora | Maria Eleonora | Maria Eleonora |           |           | Gustavus Adolphus | Gustavus Adolphus | Gustavus Adolphus | Gustavus Adolphus | Gustavus Adolphus | Gustavus Adolphus |  |  | Catherine     | Catherine | Catherine | Catherine | Catherine     | Catherine     |               |               | John Casimir  | John Casimir  | John Casimir | John Casimir | John Casimir | John Casimir |  |  | Carl Gyllenhielm | Carl Gyllenhielm | Carl Gyllenhielm | Carl Gyllenhielm | Carl Gyllenhielm | Carl Gyllenhielm |  |  |  |  |  |  |  |  |  |  |  |  |  |  |  |  |  |  |  |  |  |  |
|                |                |                |                |                |                |           |           |                   |                   |                   |                   |                   |                   |  |  |               |           |           |           |               |               |               |               |               |               |              |              |              |              |  |  |                  |                  |                  |                  |                  |                  |  |  |  |  |  |  |  |  |  |  |  |  |  |  |  |  |  |  |  |  |  |  |
|                |                |                |                | Christina      | Christina      | Christina | Christina | Christina         | Christina         |                   |                   |                   |                   |  |  |               |           |           |           | Karl X Gustav | Karl X Gustav | Karl X Gustav | Karl X Gustav | Karl X Gustav | Karl X Gustav |              |              |              |              |  |  |                  |                  |                  |                  |                  |                  |  |  |  |  |  |  |  |  |  |  |  |  |  |  |  |  |  |  |  |  |  |  |

## Dẫn nguồn
1. ↑  "Nathan Alan Popp Beneath the surface: the portraiture and visual rhetoric of Sweden's Queen Christina". Bản gốc lưu trữ ngày 1 tháng 7 năm 2015. Truy cập ngày 8 tháng 2 năm 2019.
2. ↑  J. Guinchard (1914). Sweden: Historical and statistical handbook. Stockholm: P. A. Norstedt & Söner. tr. 188.
3. ↑  Stefan Donecker/Roland Steinacher (2009) Der König der Schweden, Goten und Vandalen. Königstitulatur und Vandalenrezeption im frühneuzeitlichen Schweden. In: Vergangenheit und Vergegenwärtigung. Frühes Mittelalter und europäische Erinnerungskultur. Ed. by Helmut Reimitz and Bernhard Zeller (= Forschungen zur Geschichte des Mittelalters 14; Wien 2009).
4. ↑  Stolpe 1974 pp. 142 & 145
5. ↑  Stefan Donecker/Roland Steinacher, Rex Vandalorum. The Debates on Wends and Vandals in Swedish Humanism as an Indicator for Early Modern Patterns of Ethnic Perception. In: Der Norden im Ausland – das Ausland im Norden. Formung und Transformation von Konzepten und Bildern des Anderen vom Mittelalter bis heute, ed. Sven Hakon Rossel (Wiener Studien zur Skandinavistik 15, Wien 2006) 242–252
6. ↑  A Journal of the Swedish Embassy in the Years 1653 and 1654, Vol II. by Whitlocke. ngày 28 tháng 12 năm 2005. Truy cập ngày 10 tháng 7 năm 2017 – qua www.gutenberg.org.
7. ↑  "Sweden". World Statesmen. Truy cập ngày 19 tháng 1 năm 2015.
8. ↑  "Christina of Sweden". departments.kings.edu. Truy cập ngày 10 tháng 7 năm 2017.
9. ↑  Stephan, Ruth: Christina, Nữ hoàng Thụy Điển. Britannica. Truy cập ngày 10 tháng 12 năm 2018.
10. 1 2 3  Lindsay, Ivan (ngày 2 tháng 6 năm 2014). The History of Loot and Stolen Art: from Antiquity until the Present Day. Andrews UK Limited. ISBN 9781906509576. Truy cập ngày 10 tháng 7 năm 2017 – qua Google Books.
11. ↑  Script from Clark.edu by Anita L. Fisher
12. ↑  Hofmann, Paul (ngày 8 tháng 10 năm 2002). The Vatican's Women: Female Influence at the Holy See. St. Martin's Press. ISBN 9781429975476. Truy cập ngày 10 tháng 7 năm 2017 – qua Google Books.
13. ↑  Zimmermann, Christian von (ngày 10 tháng 7 năm 2017). Frauenbiographik: Lebensbeschreibungen und Porträts. Gunter Narr Verlag. ISBN 9783823361626. Truy cập ngày 10 tháng 7 năm 2017 – qua Google Books.
14. ↑  Zirpolo, Lilian H. (2005) Christina of Sweden's Patronage of Bernini: The Mirror of Truth Revealed by Time, Vol. 26, No. 1 pp. 38-43
15. ↑  Aasen, Elisabeth Barokke damer, dronning Christinas europeiske reise (2005) ISBN 82-530-2817-2 (edited by Pax, Oslo. 2003, ISBN 82-530-2817-2)
16. ↑  "Expressions of power: Queen Christina of Sweden and patronage in Baroque Europe, p. 57 by Nathan A. Popp". Bản gốc lưu trữ ngày 18 tháng 4 năm 2016. Truy cập ngày 10 tháng 7 năm 2017.
17. ↑  Herbermann, Charles, biên tập (1913). "Christina Alexandra" . Catholic Encyclopedia. New York: Robert Appleton Company.
18. ↑  Peter Englund: Sølvmasken (s. 159), edited by Spartacus, Oslo 2009, ISBN 978-82-430-0466-5
19. ↑  Stephan, Ruth. "Christina Queen of Sweden". Encyclopædia Britannica. Truy cập ngày 7 tháng 12 năm 2015.
20. ↑  "Who's Who in Queen Christina's Life by Tracy Marks". Windweaver.com. ngày 30 tháng 3 năm 2001. Truy cập ngày 9 tháng 3 năm 2012.
21. 1 2  Marie-Louise Rodén: Drottning Christina: en biografi (2008) p. 62
22. ↑  "Antique map of Scandinavia by Blaeu W. & J." www.sanderusmaps.com. Bản gốc lưu trữ ngày 5 tháng 3 năm 2016. Truy cập ngày 7 tháng 12 năm 2015.
23. ↑  Lockhart, Paul Douglas (ngày 13 tháng 2 năm 2004). Sweden in the Seventeenth Century. Palgrave Macmillan. ISBN 9780230802551. Truy cập ngày 10 tháng 7 năm 2017 – qua Google Books.[liên kết hỏng]
24. ↑  Cuhaj, George S., biên tập (2009a). Standard Catalog of World Gold Coins 1601–Present (ấn bản thứ 6). Krause. tr. 490–491. ISBN 978-1-4402-0424-1.
25. ↑  Friedberg, Arthur; Friedberg, Ira (2009). Gold Coins of the World: From Ancient Times to the Present (ấn bản thứ 8). The Coin & Currency Institute. tr. 688–89. ISBN 978-0-87184-308-1.
26. ↑  Kunker Rarities Auction, truy cập ngày 1 tháng 3 năm 2015
27. ↑  Böhme, Klaus-R (2001). "Die sicherheitspolitische Lage Schwedens nach dem Westfälischen Frieden." In Hacker, Hans-Joachim. Der Westfälische Frieden von 1648: Wende in der Geschichte des Ostseeraums (in German). Kovač. p. 35. ISBN 3-8300-0500-8.
28. ↑  "Codex Gigas – Kungliga biblioteket". National Library of Sweden. ngày 30 tháng 5 năm 2007. Bản gốc lưu trữ ngày 12 tháng 10 năm 2007. Truy cập ngày 9 tháng 3 năm 2012.
29. ↑  Trevor Roper, HR (1970) Plunder of the arts in the XVIIth century
30. ↑  Goldsmith, Margaret (1935) Christina of Sweden: a psychological biography.Garden City, NY: Doubleday, Doran & Company, Inc.
31. ↑  "The Correspondence of Isaac Vossius (currently 1,702 letters) – EMLO". emlo.bodleian.ox.ac.uk.
32. 1 2  Waithe, Mary Ellen (1991) Modern women philosophers, 1600–1900 (Springer)
33. ↑  Peter Englund: Sølvmasken (p. 27)
34. ↑  Leif Jonsson, Ann-Marie Nilsson & Greger Andersson: Musiken i Sverige. Från forntiden till stormaktstidens slut 1720 (Enligsh: "Music in Sweden. From Antiquity to the end of the Great power era 1720") (bằng tiếng Thụy Điển)
35. ↑  Lars Löfgren: Svensk teater (English: "Swedish Theatre") (bằng tiếng Thụy Điển)
36. ↑  Marker, Frederick J. & Marker, Lise-Lone (1996) A History of Scandinavian Theatre (Cambridge University Press)
37. ↑  Watson, Richard (ngày 10 tháng 7 năm 2017). Cogito, Ergo Sum: The Life of René Descartes. David R. Godine Publisher. ISBN 9781567923353. Truy cập ngày 10 tháng 7 năm 2017 – qua Google Books.
38. ↑  Shorto, Russell (ngày 14 tháng 10 năm 2008). Descartes' Bones. Knopf Doubleday Publishing Group. tr. 30. ISBN 9780385528375.
39. ↑  Watson, Richard (2007). Cogito, Ergo Sum. ISBN 9781567923353.
40. ↑  "Il y a des preuves que René Descartes a été assassiné »". Bản gốc lưu trữ ngày 27 tháng 11 năm 2016. Truy cập ngày 7 tháng 4 năm 2020.
41. ↑  Lacombe, Jacques (1766). The History of Christina. G. Kearsly. tr. 96.
42. ↑  "Was Descartes murdered in Stockholm?". Bản gốc lưu trữ ngày 15 tháng 12 năm 2014.
43. ↑  "Theodor Ebert – Philosophy On The Mesa". Bản gốc lưu trữ ngày 15 tháng 12 năm 2014. Truy cập ngày 15 tháng 12 năm 2014.
44. ↑  Green, Ronald (ngày 26 tháng 8 năm 2011). Nothing Matters: a book about nothing. John Hunt Publishing. ISBN 9781780990163. Truy cập ngày 10 tháng 7 năm 2017 – qua Google Books.
45. 1 2  Garstein, Oskar (ngày 10 tháng 7 năm 1992). Rome and the Counter-Reformation in Scandinavia: The Age of Gustavus Adolphus and Queen Christina of Sweden, 1622-1656. BRILL. ISBN 9004093958. Truy cập ngày 10 tháng 7 năm 2017 – qua Google Books.
46. ↑  Buckley, pp. 71–2
47. ↑  Aldrich, Robert; Wotherspoon, Garry, biên tập (2002). Who's who in Gay and Lesbian History: From Antiquity to World War II. Psychology Press. tr. 292. ISBN 9780415159838.
48. 1 2  Crompton, Louis (2009). Homosexuality and Civilization. Harvard University Press. tr. 357–60. ISBN 9780674030060.
49. ↑  "Expressions of power: Queen Christina of Sweden and patronage in Baroque Europe by Nathan A. Popp, University of Iowa". Bản gốc lưu trữ ngày 18 tháng 4 năm 2016. Truy cập ngày 10 tháng 7 năm 2017.
50. ↑  Danielsson, Arne (ngày 1 tháng 9 năm 2008). "Konsthistorisk tidskrift/Journal of Art History Volume 58, Issue 3, 1989". Konsthistorisk Tidskrift. Quyển 58 số 3. tr. 95–108. doi:10.1080/00233608908604229.
51. ↑  Arne Danielsson (1989) Sébastien Bourdon's equestrian portrait of Queen Christina of Sweden –addressed to― His Catholic Majesty Philip IV. Konsthistorisk tidskrift, Vol. 58, no. 3, p. 95.
52. ↑  Beneath the surface: the portraiture and visualrhetoric of Sweden's Queen ChristinaNathan Alan Popp
53. ↑  "The Formula of Concord in the History of Swedish Lutheranism, p. 6 By Docent Seth Erlandsson, Uppsala" (PDF). Bản gốc (PDF) lưu trữ ngày 22 tháng 4 năm 2016. Truy cập ngày 10 tháng 7 năm 2017.
54. ↑  "Converts, Conversion, and the Confessionalization Thesis, Once Again". H-net.org. Truy cập ngày 9 tháng 3 năm 2012.
55. ↑  Likely Goswin Nickel rather than Francesco Piccolomini who had died in June of that year.
56. ↑  Garstein, O. (1992) Rome and the Counter-Reformation in Scandinavia: The age of Gustavus Adolphus and Queen Christina of Sweden (1662–1656). Studies in history of Christian thought. Leiden.
57. ↑  Ranke, Leopold von (2009) History of the popes; their church and state (Volume III) (Wellesley College Library)
58. ↑  Raymond, Jean-François de (ngày 10 tháng 7 năm 1999). Pierre Chanut, ami de Descartes: un diplomate philosophe. Editions Beauchesne. ISBN 9782701013831. Truy cập ngày 10 tháng 7 năm 2017 – qua Google Books.
59. ↑  FABIOLA ZURLINI, UNIVERSITA DEGLI STUDI DI MACERATA The Correspondence between the Personal Physician of the Queen Christina of Sweden Cesare Macchiati and the Cardinal Decio Azzolino Junior in the Seventeenth Century
60. ↑  "The physician Romolo Spezioli (1642 -1723) and his private library in the Public Library of Fermo" (PDF). Truy cập ngày 10 tháng 7 năm 2017.
61. ↑  Wärnhjelm, Vera Nigrisoli. "Romolo Spezioli, medico di Cristina di Svezia". Truy cập ngày 10 tháng 7 năm 2017. {{Chú thích tạp chí}}: Chú thích magazine cần |magazine= (trợ giúp)
62. ↑  Lanoye, D. (2001) Christina van Zweden: Koningin op het schaakbord Europa 1626–1689, p. 24.
63. ↑  Quilliet, B. (1987) Christina van Zweden: een uitzonderlijke vorst, p. 79–80.
64. ↑  "By subtle means Bourdelot undermined her principles". Freefictionbooks.org. Bản gốc lưu trữ ngày 31 tháng 3 năm 2012. Truy cập ngày 9 tháng 3 năm 2012.
65. ↑  «The case of Arnold Johan Messenius», In: Oskar Garstein, Rome and the Counter-Reformation in Scandinavia: the age of Gustavus Adolphus and Queen Christina of Sweden, 1622-1656, Leiden: Brill Editore, 1992, pp. 285-295, ISBN 90-04-09395-8, ISBN 9789004093959 (Google books)
66. ↑  Henry Woodhead, Memoirs of Christina, Queen of Sweden, 2 vol., London: Hurst and Blackett, 1863, Vol. II, pp. 86–97 (Internet Archive)
67. ↑  Henry Woodhead, Memoirs of Christina, Queen of Sweden, 2 vol., London: Hurst and Blackett, 1863, Vol. II, pp. 89 (Internet Archive)
68. ↑  Woodhead, Henry (ngày 10 tháng 7 năm 1863). "Memoirs of Christina, Queen of Sweden: In 2 volumes. II". Hurst and Blackett. Truy cập ngày 10 tháng 7 năm 2017 – qua Google Books.
69. 1 2  Granlund 2004, tr. 57.
70. ↑  "The Diet also argued that Oxenstierna's policy of giving away crown lands, in the hope that they would yield more revenue when taxed than when farmed, benefited none but the aristocracy."
71. ↑  Peter Englund: Sølvmasken (p. 61)
72. ↑  Peter Englund: Sølvmasken (p. 64)
73. ↑  Ragnar Sjöberg in Drottning Christina och hennes samtid, Lars Hökerbergs förlag, Stockholm, 1925, page 216
74. ↑  Granlund 2004, tr. 56–57.
75. ↑  Granlund 2004, tr. 58.
76. ↑  "HISTORY OF THE POPES". Bản gốc lưu trữ ngày 24 tháng 9 năm 2015. Truy cập ngày 10 tháng 7 năm 2017.
77. ↑  "Königin Christina von Schweden". www.koni.onlinehome.de. Bản gốc lưu trữ ngày 11 tháng 3 năm 2016. Truy cập ngày 10 tháng 7 năm 2017.
78. ↑  Buckley, p. 15; 182–3.
79. ↑  Lanoye, D. (2001) Christina van Zweden: Koningin op het schaakbord Europa 1626–1689, p. 114.
80. ↑  Garstein, Oskar (ngày 10 tháng 7 năm 1992). Rome and the Counter-Reformation in Scandinavia: The Age of Gustavus Adolphus and Queen Christina of Sweden, 1622-1656. BRILL. ISBN 9004093958. Truy cập ngày 10 tháng 7 năm 2017 – qua Google Books.
81. ↑  Bernini, Domenico; Bernini, Gian Lorenzo; Mormando, Franco (ngày 10 tháng 7 năm 2017). The Life of Gian Lorenzo Bernini. Penn State Press. ISBN 978-0271037486. Truy cập ngày 10 tháng 7 năm 2017 – qua Google Books.
82. ↑  "Pope Alexander VII • Biographical Sketch by Montor". penelope.uchicago.edu. Truy cập ngày 10 tháng 7 năm 2017.
83. ↑  Price, Curtis (ngày 9 tháng 11 năm 1993). The Early Baroque Era: From the late 16th century to the 1660s. Springer. ISBN 9781349112944. Truy cập ngày 10 tháng 7 năm 2017 – qua Google Books.
84. ↑  "Exhibitions". Europeana Exhibitions. Truy cập ngày 10 tháng 7 năm 2017.
85. 1 2 3 4  Pope Alexander the Seventh and the College of Cardinals by John Bargrave, edited by James Craigie Robertson (reprint; 2009)
86. ↑  Memoirs of Mademoiselle de Montpensier. H. Colburn, 1848. Page 48.
87. ↑  Scasciamacchia, S; Serrecchia, L; Giangrossi, L; Garofolo, G; Balestrucci, A; Sammartino, G; Fasanella, A (2012). "Plague epidemic in the Kingdom of Naples, 1656-1658". Emerg Infect Dis. Quyển 18 số 1. tr. 186–8. doi:10.3201/eid1801.110597. PMC 3310102. PMID 22260781.
88. ↑  Orr, Lyndon. "Famous Affinities of History: Queen Christina of Sweden and the Marquis Monaldeschi". Authorama. Truy cập ngày 9 tháng 3 năm 2012.
89. ↑  "The Terrific Register: Or, Record of Crimes, Judgments, Providences, and Calamities..." Sherwood, Jones, and Company. ngày 10 tháng 7 năm 2017. Truy cập ngày 10 tháng 7 năm 2017 – qua Google Books.
90. ↑  "Gribble, Francis (2013) The Court of Christina of Sweden, and the Later Adventures of the Queen in Exile, pp. 196–7". Bản gốc lưu trữ ngày 28 tháng 4 năm 2016. Truy cập ngày 10 tháng 7 năm 2017.
91. ↑  "Gribble, Francis. (2013). pp. 196–7. The Court of Christina of Sweden, and the Later Adventures of the Queen in Exile". Bản gốc lưu trữ ngày 28 tháng 4 năm 2016. Truy cập ngày 10 tháng 7 năm 2017.
92. ↑  "Christies – Page Not Found". www.christies.com. Truy cập ngày 10 tháng 7 năm 2017. {{Chú thích web}}: Chú thích có tiêu đề chung (trợ giúp)
93. ↑  "Archivum Historiae Pontificiae". Gregorian Biblical BookShop. ngày 10 tháng 7 năm 1992. Truy cập ngày 10 tháng 7 năm 2017 – qua Google Books.
94. ↑  "Cardinal Stories. Cardinal Decio Azzolino (the younger) – Popes and Papacy". popes-and-papacy.com. Bản gốc lưu trữ ngày 25 tháng 6 năm 2017. Truy cập ngày 10 tháng 7 năm 2017.
95. ↑  The History of Christina: Queen of Sweden. G. Kearsly. ngày 10 tháng 7 năm 1766. tr. 223. Truy cập ngày 10 tháng 7 năm 2017 – qua Internet Archive.
96. ↑  Lewis, Brenda Ralph (ngày 1 tháng 12 năm 2011). Dark History of the Kings & Queens of Europe. Amber Books Ltd. ISBN 9781908696342. Truy cập ngày 10 tháng 7 năm 2017 – qua Google Books.
97. ↑  Gribble, Francis (ngày 1 tháng 6 năm 2010). The Court of Christina of Sweden, and the Later Adventures of the Queen in Exile. Wildside Press LLC. ISBN 9781434420466. Truy cập ngày 10 tháng 7 năm 2017 – qua Google Books.
98. ↑  Gribble, Francis (ngày 1 tháng 6 năm 2010). The Court of Christina of Sweden, and the Later Adventures of the Queen in Exile. Wildside Press LLC. ISBN 9781434420466. Truy cập ngày 10 tháng 7 năm 2017 – qua Google Books.
99. ↑  "Nouvelles de la République Des Lettres". Prismi. ngày 10 tháng 7 năm 1992. Truy cập ngày 10 tháng 7 năm 2017 – qua Google Books.
100. ↑  F.F. Blok, C.S.M. Rademaker en J. de Vet, 'Verdwaalde papieren van de familie Vossius uit de zeventiende eeuw', in Lias 33 (2006), p. 50–107, de briefuitgave op p. 101–105.
101. ↑  Queen Christina of Sweden as a Patron of Music in Rome in the Mid-Seventeenth Century by TESSA MURDOCH. In: The Music Room in Early Modern France and Italy. Published by British Academy, 2012.
102. ↑  Spaces for Musical Performance in Seventeenth-Century Roman Residences by ARNALDO MORELLI, p. 315
103. ↑  Early Music History: Studies in Medieval and Early Modern Music By Iain Fenlon
104. ↑  "Antonio Vieira – Portuguese author and diplomat". Truy cập ngày 10 tháng 7 năm 2017.
105. ↑  Magill, Frank N. (ngày 13 tháng 9 năm 2013). The 17th and 18th Centuries: Dictionary of World Biography. Routledge. ISBN 9781135924140. Truy cập ngày 10 tháng 7 năm 2017 – qua Google Books.
106. ↑  Talbot, Michael (2009) Aspects of the secular cantata in late Baroque Italy (Ashgate Publishing, Ltd)
107. ↑  "MuseData: Arcangelo Corelli". Wiki.ccarh.org. ngày 8 tháng 2 năm 2011. Truy cập ngày 9 tháng 3 năm 2012.
108. ↑  Gordillo, Bernard (ngày 7 tháng 3 năm 2011). "Queen Christina of Sweden". Indiana Public Media. Truy cập ngày 9 tháng 3 năm 2012.
109. 1 2  "Wasa, Kristina – Internet Encyclopedia of Philosophy". www.iep.utm.edu. Truy cập ngày 10 tháng 7 năm 2017.
110. ↑  "Kristina by August Strindberg". www.jsnyc.com. Bản gốc lưu trữ ngày 15 tháng 9 năm 2015. Truy cập ngày 10 tháng 7 năm 2017.
111. ↑  Franckenstein, Christian Gottfried (ngày 10 tháng 7 năm 1697). "Het leven en bedryf van Christina, koninginne van Sweeden, &c. sedert haar geboorte tot op des zelfs dood..." by Boudewyn vander Aa. Truy cập ngày 10 tháng 7 năm 2017 – qua Google Books.
112. ↑  Magill, Frank N. (ngày 13 tháng 9 năm 2013). The 17th and 18th Centuries: Dictionary of World Biography. Routledge. ISBN 9781135924140. Truy cập ngày 10 tháng 7 năm 2017 – qua Google Books.
113. ↑  Stolpe, Sven (1966) Christina of Sweden (Burns & Oates) p. 340
114. ↑  Masson, Georgina (1968) Queen Christina (Secker & Warburg) p. 274
115. ↑  Herman, Eleanor (2009) Mistress of the Vatican: The True Story of Olimpia Maidalchini: The Secret Female Pope (HarperCollins)
116. ↑  Zimmermann, Christian von (ngày 10 tháng 7 năm 2017). Frauenbiographik: Lebensbeschreibungen und Porträts. Gunter Narr Verlag. ISBN 9783823361626. Truy cập ngày 10 tháng 7 năm 2017 – qua Google Books.
117. ↑  Quilliet, Bernard (ngày 4 tháng 6 năm 2003). Christine de Suède. Fayard. ISBN 9782213649474. Truy cập ngày 10 tháng 7 năm 2017 – qua Google Books.
118. ↑  Hofmann, Paul (ngày 8 tháng 10 năm 2002). The Vatican's Women: Female Influence at the Holy See. St. Martin's Press. tr. 42. ISBN 9781429975476. Truy cập ngày 10 tháng 7 năm 2017 – qua Internet Archive.
119. ↑  Zapperi, Roberto (ngày 12 tháng 2 năm 2013). Alle Wege führen nach Rom: Die ewige Stadt und ihre Besucher. C.H.Beck. ISBN 9783406644528. Truy cập ngày 10 tháng 7 năm 2017 – qua Google Books.
120. ↑  Sarah Waters (1994) A Girton Girl on a Throne: Queen Christina and Versions of Lesbianism, 1906-1933
In: Feminist Review. No. 46, Sexualities: Challenge & Change (Spring, 1994), pp. 41–60
121. ↑  Popp, Nathan Alan (2010) "Beneath the surface: the portraiture and visual rhetoric of Sweden's Queen Christina." – thesis, University of Iowa.
122. ↑  Egherman, Mara (2009) Kristina of Sweden and the History of Reading in Europe: Crossing Religious and Other Borders(University of Iowa, Graduate School of Library and Information Science)
123. ↑  Wilson, Frances (ngày 10 tháng 4 năm 2004). "Review: Christina, Queen of Sweden by Veronica Buckley". the Guardian.
124. ↑  Platen, Magnus von (1966). Queen Christina of Sweden: documents and studies. Nationalmuseum. tr. 154.
125. ↑  Hjortsjö, Carl-Herman (1966/7) "Queen Christina of Sweden: A Medical/Anthropological Investigation of Her Remains in Rome" pp. 15–16
126. ↑  González, Eduardo (2006). Cuba And the Tempest: Literature & Cinema in the Time of Diaspora. The University of North Carolina Press. tr. 211. ISBN 9780807856833. Truy cập ngày 3 tháng 8 năm 2012.
127. ↑  Monte, Federico Del. "Garbo, Christina and Asperger". Truy cập ngày 10 tháng 7 năm 2017. {{Chú thích tạp chí}}: Chú thích magazine cần |magazine= (trợ giúp)